# Зелёный пояс Славы
«Зелёный по́яс Сла́вы Ленинграда» — комплекс мемориальных сооружений, возведённый на рубежах битвы за Ленинград, проходившей в 1941—1944 г.г. в ходе Великой Отечественной войны, созданный в СССР в 1960-1980 годах с целью увековечить подвиг Ленинграда, жителей города и его героических защитников во время продолжавшейся почти 900 дней блокады города.

## История создания мемориала
Первые памятники на линии обороны Ленинграда, посвящённые героизму советских воинов, были установлены ещё в годы Великой Отечественной войны, некоторые из них вошли впоследствии в мемориал «Зелёный пояс Славы Ленинграда». Отдельные монументы возводились и позднее.
Ряд памятников был сооружён на основании решения Исполнительного комитета Ленинградского городского Совета от 23 июня 1956 г. «О сооружении памятников и мемориальных досок, посвященных героической обороне Ленинграда в годы Великой Отечественной войны».  В  соответствии  с этим решением  в  1957 г. был  возведён  обелиск у Московского шоссе (архитектор  М.К. Меликова),  который  впоследствии вошёл   в ансамбль  «Зелёный пояс  Славы» в  мемориале  «Штурм»,  9 мая 1961 г.  была установлена стела  на Ораниенбаумском (Приморском) плацдарме (архитектор О.И. Соколова).
О необходимости воздвигнуть памятники защитникам Ленинграда на бывшей линии обороны  говорили и писали в газеты жители города,  известные полководцы, фронтовики, писатели и художники. Их поддержали редакции ленинградских газет.
Замысел строительства памятников  на месте кольца блокады  как единого  мемориального ансамбля, символа мужества и  славы Ленинграда, символа жизни,  сложился  после  того, как  23 февраля 1965 г. в ленинградской комсомольской газете «Смена» было опубликовано обращение  участника  обороны Ленинграда, известного  поэта  и общественного деятеля Михаила Александровича Дудина, который от имени ленинградцев, ветеранов войны, от имени всех переживших блокаду, написал:
«Особое место  в истории мужества Великой Отечественной войны занимает Ленинградская эпопея...  Девятьсот дней и ночей возле самых стен Ленинграда… проходила смертная линия обороны…  Здесь ленинградцы сдержали натиск врага, отсюда защитники Ленинграда пошли в наступление  и  в святой правоте своей вместе с народами своей Родины заставили фашизм поднять руки... Пусть на месте кольца блокады вырастет вокруг Ленинграда ЗЕЛЕНОЕ КОЛЬЦО МИРА,  пусть оно обозначит на вечные времена своим зеленым шумом рубеж нашего мужества... Пусть каждый ленинградец,  молодой и старый, долгом и честью своими сочтет в этот день посадить на смертельном рубеже дерево вечной жизни и памяти — это наш долг».
Предложение встретило всенародную поддержку. Организаторами работ по сооружению «Зелёного пояса Славы» стали партийная и комсомольская организации Ленинграда, органы городского управления.

### Проведение работ по подготовке строительства мемориала
В основу формирования комплекса «Зелёного пояса Славы Ленинграда» взято положение рубежа линии обороны Ленинграда в сентябре 1941 г., на котором были остановлены немецкие и финские войска.
Проект обсуждался в Союзе архитекторов и на страницах газет. Большую работу провёл Штаб ордена Ленина Ленинградского военного округа. Работники Штаба уточнили  линию фронта во время войны, дислокацию частей, которые обороняли город и вели наступательные операции.

### Участники создания проекта мемориала
Работы по созданию проектов памятников и общей планировки мемориального комплекса  велись  ленинградскими архитекторами и скульпторами в 1958 -1964 годах.  В 1965 г. проекты  были представлены  в Ленинградском  городском  исполнительном комитете (Ленгорисполкоме).
Над разработкой общего плана невероятного по размаху мемориального комплекса работали на общественных началах сотрудники архитектурно-планировочного управления Ленгорисполкома, над художественной концепцией — 1-я архитектурная мастерская института «Ленпроект», в этих работах принимали участие Г. Н. Булдаков — руководитель, М. А. Сементовская и  В. Л. Гайкович .
Творческие коллективы и авторы, участвовавшие в создании проектов памятников «Зелёного пояса Славы»: Я. Н. Лукин, Л. Л. Михайленок, А. П. Ольхович — проект мемориала «Пулковский рубеж» (1966 г.), М. Л. Хидекель, О. С. Романов, Э. Х. Насибулин — «Невский Пятачок» (1971 г.), А. И. Гутов, Ю. М. Цариковский, Б. А. Свинин, М. М. Герасимов — «Лемболовская твердыня» (1974 г.), Ю. В. Комаров, Г. С. Хазацкий — «Ижорский таран» (1970-е г.г.), Л. И. Копыловский — «Безымянная высота» (1974 г.), В. Г. Филиппов, К. М. Симун, И. А. Рыбин, Г. С. Хазацкий — «Разорванное кольцо» (1974 г.), А. Д. Левенков, П. И. Мельников — «Цветок жизни» (1973 г.), А. Д. Левенков, Б. А. Изборский, П. И. Мельников, Г. Г. Фетисов, А. П. Чернов — «Дневник Тани Савичевой» (1975 г.), и другие.
Некоторые из авторов проектов памятников были участниками Великой Отечественной войны и обороны Ленинграда. Мемориалы комплекса исторически достоверны и посвящены имевшим место событиям и подвигам.
Деревья и другие зелёные насаждения, в соответствии с замыслом проекта, являются полноправной частью мемориального комплекса. Пояс Славы, по условиям местности, по которой проходил рубеж обороны, не получался сплошным кольцом (из- за лесных массивов и болот на севере и наличия земель сельскохозяйственного назначения на юге), поэтому было решено создать опорные пункты для мемориальных ансамблей, связав композицию пояса Славы с общей системой новых садов и парков, которые предполагалось создать вокруг города.
Некоторые памятники, посвящённые Великой Отечественной войне,   построенные на линии обороны  в 1944 −1945 г., вошли в состав мемориала, отдельные памятники, построенные в это время, были выполнены в дереве и, к сожалению, не сохранились.
Первыми памятниками комплекса «Зелёного пояса Славы» стали установленные в 1944 году в районе Лигово стела, выполненная по проекту архитекторов К. Л. Иогансена и В. А. Петрова, установленный по проекту этих же архитекторов на Петергофском шоссе семиметровый обелиск с надписью на нём  «На этом рубеже 18 сентября 1941 года героические защитники Ленинграда остановили германские полчища и заняли несокрушимую оборону. 1941—1944 годы» , а также Памятник «Танк-победитель» (танк КВ-85), установленный в 1951 году по предложению прославленного конструктора танка Ж. Я. Котина. Они вошли в первое звено Большого блокадного кольца «Зелёного пояса Славы» Кировский вал.
В 1965 году к 20-летию Победы в Великой Отечественной войне начались работы по строительству мемориала, установлены закладные камни памятников, посажены первые деревья.

### Строительство мемориала
В строительстве  мемориала  участвовали жители города,  организации и промышленные предприятия   Ленинграда, личный состав воинских частей Ленинградского военного округа.   Для  осуществления  замысла «Зелёного пояса Славы»  исполкомы  Ленинградского городского  и областного  Советов   приняли решение о шефстве исполнительных комитетов  районных Советов города и области над отдельными его участками.
Со дня закладки первых памятников "Зелёного пояса Славы"  тысячи ленинградцев безвозмездно трудились на  сооружении  монументов, высаживали деревья, кустарники, цветы.  За все годы строительства  мемориала было высажено около 12 тысяч деревьев, 40 тысяч кустарников, на площади около 90 тысяч квадратных метров высажены газоны, цветы, обустроено 29 тысяч квадратных метров дорожек.  Ленинградцы отработали  в свободное время 2  миллиона  часов, многие вносили на строительство личные сбережения.
Грандиозный мемориальный комплекс «Зелёный пояс Славы Ленинграда», неповторимый ни по замыслу, ни по значению, имеет протяжённость свыше 200 км, в него входят расположенные по рубежу обороны 1941 года более 80 стел, памятников, обелисков и других мемориальных сооружений, объединённых в мемориальные комплексы.
В Мемориал «Зеленый пояс Славы» включены так же воинские кладбища и захоронения, здания с установленными мемориальными досками, они объединены единым с мемориалом замыслом. В строительстве мемориалов использовались элементы оборонительной линии, сохранившиеся к этому моменту. Особую атмосферу создают использованные  в  композициях отдельных мемориалов  подлинные  танки и артиллерийские орудия времени войны, противотанковые надолбы. В память о «Дороге жизни» и в честь работавших на ней водителях, на постаменте была установлена подлинная автомашина ЗИС-5, на таких грузовиках перевозили грузы в осаждённый город, вывозили на Большую землю эвакуированных жителей города и военные грузы, изготовленные на Ленинградских оборонных предприятиях.
Высаженные в составе отдельных мемориалов деревья имеют символическое значение: рядом с памятником Цветок жизни посажено 900 берёз — столько дней длилась блокада Ленинграда, яблоневый сад рядом с мемориалом Сад мира символизирует торжество жизни. В состав некоторых памятников входят берёзовые аллеи, которые, по замыслу авторов проектов, должны были стать частями туристской тропы между рядом расположенными мемориалами.

### Составные части мемориала
Мемориальный комплекс «Зелёный пояс Славы Ленинграда» состоит из Большого блокадного кольца - памятников и мемориалов, возведённых на местах переднего края обороны города, Малого блокадного кольца - мемориалов,  установленных на Ораниенбаумском (Приморском) плацдарме,   и «Дороги жизни» — единственной дороги, которая до прорыва блокады связывала Ленинград со страной, зимой — по льду Ладожского озера (30 - километровая  ледяная трасса проходила от Кобоны на восточном берегу озера до Коккорево и Осиновца на его «ленинградской» стороне), в период навигации — водным путём.  Название дороги отражает её значение для осаждённого города. Официальное название Дороги жизни в фронтовых документах — Военно-автомобильная дорога (ВАД) № 101.
Большое блокадное кольцо, протяжённость которого около 220 км., проходит от Урицка, Пулковских высот, Колпина, Кировска, западного берега  Ладожского озера,  Васкелова, Лемболова, Белоострова и  вдоль северного побережья  Финского залива  до Санкт-Петербурга.
Малое блокадное кольцо, протяжённостью 60 км., включает южный берег Финского залива от Петергофа через Ломоносов, Большую Ижору до деревни Керново и далее через Порожки к Петергофу.
Памятники «Дороги жизни» расположены на территории Всеволожского, Кировского и Бокситогорского районов Ленинградской области, автодорога 41К-064 (прежнее обозначение  A-128)   Санкт-Петербург — Всеволожск— Морье, проходящая от Санкт-Петербурга до Ладожского озера, называется «Дорога жизни».
Расположение памятников и мемориалов точно соответствует линии обороны города, но  в некоторых случаях, для  усиления  их  эстетической выразительности,  памятники  возводились на удалении от этой линии (мемориал Пулковский рубеж отстоит от переднего края  обороны приблизительно на 400 м.)
Некоторые мемориалы  установлены не только по переднему краю обороны,  но и на местах проведения операции Январский гром -  наступательной операции  Ленинградского фронта  по снятию блокады  Ленинграда,  и расположены в населенных пунктах,  в 1941–1944 гг. находившихся под немецкой  оккупацией  (мемориал Гостилицкий).
Символическим центром «Зелёного пояса Славы» является «Монумент героическим защитникам Ленинграда» на площади Победы, который создан по проекту народного архитектора СССР В. А. Каменского, народного архитектора СССР С. Б. Сперанского и скульптора, народного художника СССР М. К. Аникушина. Он является составной частью посвящённого подвигу ленинградцев большого архитектурного ансамбля, построенного в 1975—1978 г.г.
Существуют разночтения в указании составных частей мемориального комплекса «Зелёный пояс Славы» в официальных документах, в документах,  определяющих границы охранной территории памятников, а также в других источниках. Нет единого авторского перечня и описания комплекса и памятников, входящих в его состав. В литературе, посвящённой Мемориальному комплексу, описывается разное число его составляющих.
А.Ю.Гусаров в книге «Памятники воинской славы Петербурга» указывает, что в период строительства мемориала «Зелёный пояс Славы» было установлено 27 мемориальных ансамблей, всего более 80 памятников и памятных знаков.
Ю. А. Лукьянов в книге «Зелёный пояс Славы» в составе памятников  Большого блокадного  кольца указывает 25 мемориалов, в составе памятников Малой земли или Ораниенбаумского плацдарма  9  мемориалов, в составе Дороги жизни 7 мемориалов .
По сведениям Онлайн-журнала Управления Росреестра по Ленинградской области, выпущенном в 2020 г. к 75- летию Победы в Великой Отечественной войне, на Большом блокадном кольце «Зелёного пояса Славы» находится 26 основных монументов, на Малом блокадном кольце (Ораниенбаумском, или Приморском  плацдарме) 9 мемориалов, 7 памятников находятся на Дороге жизни.
В состав мемориальных комплексов входит разное количество возведённых архитектурных сооружений. Так, в составе мемориала Ополченцы построена стела, мемориал Лемболовская твердыня состоит из группы памятников на 31 километре Приозерского шоссе и стелы на станции Лемболово, посвящённой подвигу лётчиков, повторивших подвиг Николая Гастелло. Мемориальный комплекс Кировский вал включает в себя 9 памятников.
Строительство первой очереди мемориального комплекса «Зеленый пояс Славы» было завершено к 9 мая 1967 года. Работы на мемориальном комплексе продолжалось в 1970-х — 1980-х годах. В этот период создавались новые мемориалы, совершенствовались уже построенные и благоустраивалась прилегающая территория.

## Историческое и культурное  значение мемориала
Федеральным законом  от 01.04.2025 г. № 46-ФЗ О внесении изменения в статью 1 Федерального закона "О днях воинской славы и памятных датах России" в статью 1 Федерального закона от 13 марта 1995 года № 32-ФЗ "О днях воинской славы и памятных датах России" внесено изменение, устанавливающее день воинской славы России: 9 августа - День окончания Ленинградской битвы (1944 год).
Постановлением Совета Министров РСФСР от 4 декабря 1974 г. N 624 памятники «Зелёного пояса Славы» включены в список памятников культуры, подлежащих охране как памятники государственного значения. В настоящее время «Зеленый пояс Славы»  является  объектом исторического и культурного наследия России федерального (общероссийского)  значения.  С  1990 года  Ансамбль «Зеленый пояс Славы Ленинграда» является Объектом всемирного наследия ЮНЕСКО.
Не все установленные памятники, посвящённые Великой Отечественной войне и блокаде, входят в «Зелёный пояс Славы». В частности, памятники Триумфальные пилоны,  Мемориал героям Ладоги, посвящённый морякам Ладожской военной флотилии и речникам Северо — Западного речного пароходства, Осиновецкий маяк, форт Красная Горка являются объектами культурного наследия регионального значения. Памятники Балтийские крылья, Памятник блокадной регулировщице расположены на «Дороге жизни», дополняют мемориал, но в состав «Зелёного пояса Славы» не входят. Легендарный паровоз Эм 721-83, который доставил 7 февраля 1943 года первый после прорыва блокады железнодорожный состав из Ленинграда на Большую Землю по Дороге Победы, установленный у станции Петрокрепость, находится в экспозиции Музея Октябрьской железной дороги и в состав Мемориала «Зелёный пояс Славы» так же не входит. Мемориальный комплекс  в честь героических защитников крепости  «Орешек» («Мемориальный комплекс, посвященный защитникам крепости, в руинах Иоановского собора»), открытый в 1985 году,  входит  в состав  Объекта культурного наследия России федерального значения и Объекта  Всемирного наследия ЮНЕСКО  «Ансамбль крепости «Орешек» (Шлиссельбургская крепость-тюрьма)».
Памятники, относящиеся к «Зелёному поясу Славы», находятся на территории двух субъектов Российской Федерации — Ленинградской области и города Санкт-Петербурга, из них 26 памятников федерального значения находятся на территории Ленинградской области и 13 на территории Санкт-Петербурга. Охранный статус памятников подтверждён разными постановлениями. Для памятников ленинградской (петербургской) части ансамбля это постановление Правительства Российской Федерации от 10.07.2001 № 527 «О перечне объектов исторического и культурного наследия федерального (общероссийского) значения, находящихся в г. Санкт-Петербурге». Для памятников, расположенных на территории  Ленинградской области, выпущен приказ Комитета по культуре Администрации  Ленинградской области № 01-03/15-2 от 4 марта 2015 года « Об установлении предметов охраны объекта культурного наследия федерального значения Ансамбль «Зеленый пояс Славы Ленинграда» 
Границы комплекса на картах ЮНЕСКО  не доведены до мемориального комплекса «Лемболовская твердыня» и мемориального комплекса «Берег мужественных».
Мемориалы  «Зелёного пояса Славы» являются традиционными местами проведения мероприятий в память защитников Отечества.  На символическом центре мемориала  Монументе героическим защитникам Ленинграда на площади Победы   ежегодно 18 января проводится торжественно-траурная церемония возложения цветов к Монументу героическим защитникам Ленинграда, посвящённая  Дню прорыва блокады Ленинграда,  27 января  ежегодно проводится торжественно-траурная церемония в  честь Дня полного снятия блокады Ленинграда.
Памятники и музеи  мемориального комплекса   посещаются делегациями ветеранов,  молодёжи, общественных  организаций.  На мемориале проводятся экскурсии,  слёты и торжественные акции, посвящённые памятным датам в истории войны, церемонии приведения к воинской присяге,  тематические уроки образовательных учреждений.   Только в   январе 2021 года Монумент героическим защитникам Ленинграда  на Площади Победы посетили более 100 тысяч человек.   В музейных учреждениях страны  создаются выставки и виртуальные экскурсии, посвящённые «Зелёному поясу Славы Ленинграда».
Памятники мемориального комплекса «Зелёный  пояс  Славы Ленинграда» создавались  в сороковые – восьмидесятые годы  прошлого века  и некоторые из них требуют проведения работ по реставрации.

## Памятники и мемориалы, входящие в состав«Зелёного пояса Славы» Ленинграда[2][7][27][28]
- Монумент героическим защитникам Ленинграда на площади Победы — символический центр «Зелёного пояса Славы»
- «Атака», мемориал
- «Безымянная высота», памятник
- «Белый Остров», мемориал.В конце XX века на месте мемориала «Белый остров» была построена автомобильная развязка[29][30]. В настоящее время мемориал «Белый остров» в числе объектов культурного наследия не значится[31][32].
- «Берег мужественных», мемориал
- «Гостилицкий», мемориал
- «Дальний рубеж», мемориал
- Ивановский пятачок, мемориал
- «Ижорский таран», мемориал
- «Катюша», монумент
- «Кировский вал», мемориал
- «Кронштадтский», мемориал
  - «Памятник морякам-подводникам (Кронштадт)», мемориал.  Входит в состав мемориала  «Кронштадтский» [7]
  - «Памятник морзаводовцам», мемориал. Входит в состав мемориала  «Кронштадтский» [7]
- Лемболовская твердыня (мемориальный комплекс)
  - Стела, посвящённая подвигу лётчиков, повторивших в июле 1942 г. в районе Лемболово подвиг Николая Гастелло. Входит в состав мемориала  Лемболовская твердыня
- «Невский порог», мемориальный комплекс
- «Невский пятачок», мемориальный комплекс
  - «Рубежный камень». Монумент защитникам Невского пятачка. Входит в состав мемориального комплекса Невский пятачок
- «Непокорённые», мемориал
- «Ополченцы», мемориал
- Памятный знак «Автомашина ЗИС-5» на Дороге жизни
- Памятные километровые столбы на «Дороге жизни»
- Памятник-стела на Дороге жизни (Кобона)
- «Переправа», мемориал. Название памятника в официальных документах «Памятник-стела воинам-понтонёрам, обеспечивавшим транспортную связь осажденного Ленинграда со страной в  1943 г.»
- «Приморский», мемориальный комплекс
- «Прорыв», памятник[7]
- «Пулковский рубеж», мемориал
- «Разорванное кольцо», мемориальный комплекс
- «Румболовская гора», мемориал
- «Сад мира», памятник
- «Сестра», мемориал
- «Стальной путь», памятник. Название памятника в официальных документах  «Памятник железнодорожникам, обеспечивавшим перевозку грузов для осаждённого Ленинграда по «Дороге жизни»
- «Цветок Жизни», мемориальный комплекс
  - Траурный курган «Дневник Тани Савичевой». Входит в состав Памятника ленинградским детям «Цветок Жизни» на «Дороге жизни» Установлен в 1975 г., авторы мемориала художник-архитектор Левенков А. Д. , соавторы: архитекторы Изборский Б. А., Мельников П. И., Фетисов Г. Г., Чернов А. П. На насыпном холме мемориала установлены восемь гранитных стел, это листки дневника одиннадцатилетней Тани Савичевой — страшная блокадная летопись, написанная детским почерком. На страницах дневника только даты смерти родственников девочки: братьев Таниного отца, родной сестры и брата, бабушки и мамы[7].
- «Штурм», мемориал
- «Якорь», мемориал
- «Январский гром», мемориал

## Фотографии памятников и мемориалов«Зелёного пояса Славы Ленинграда»

Монумент героическим защитникам Ленинграда на площади Победы Символический  центр  «Зелёного пояса Славы»

### Малое кольцо или Ораниенбаумский плацдарм, памятники и мемориалы

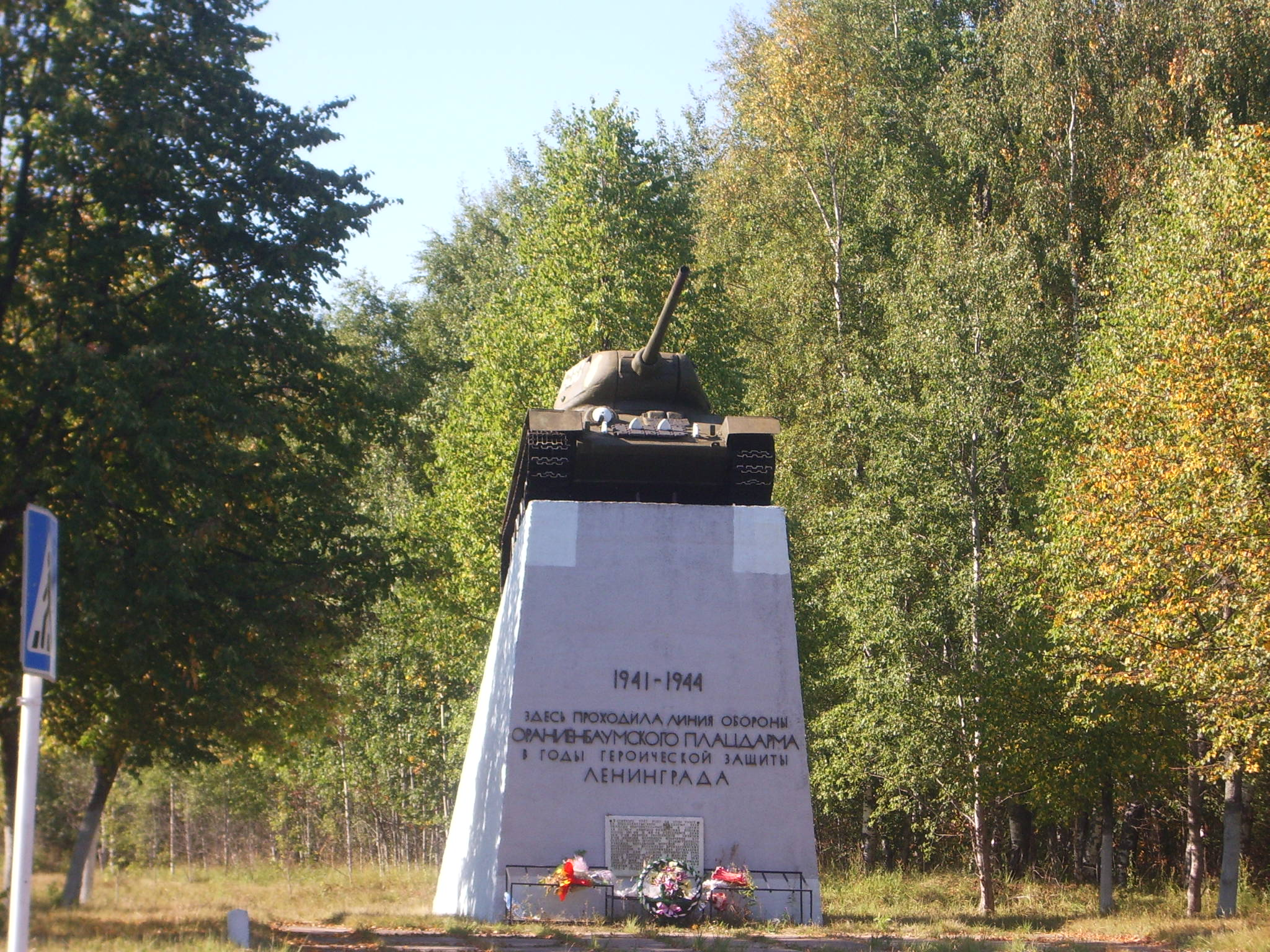
Атака (мемориал)
Берег мужественных
«Гостилицкий», мемориал
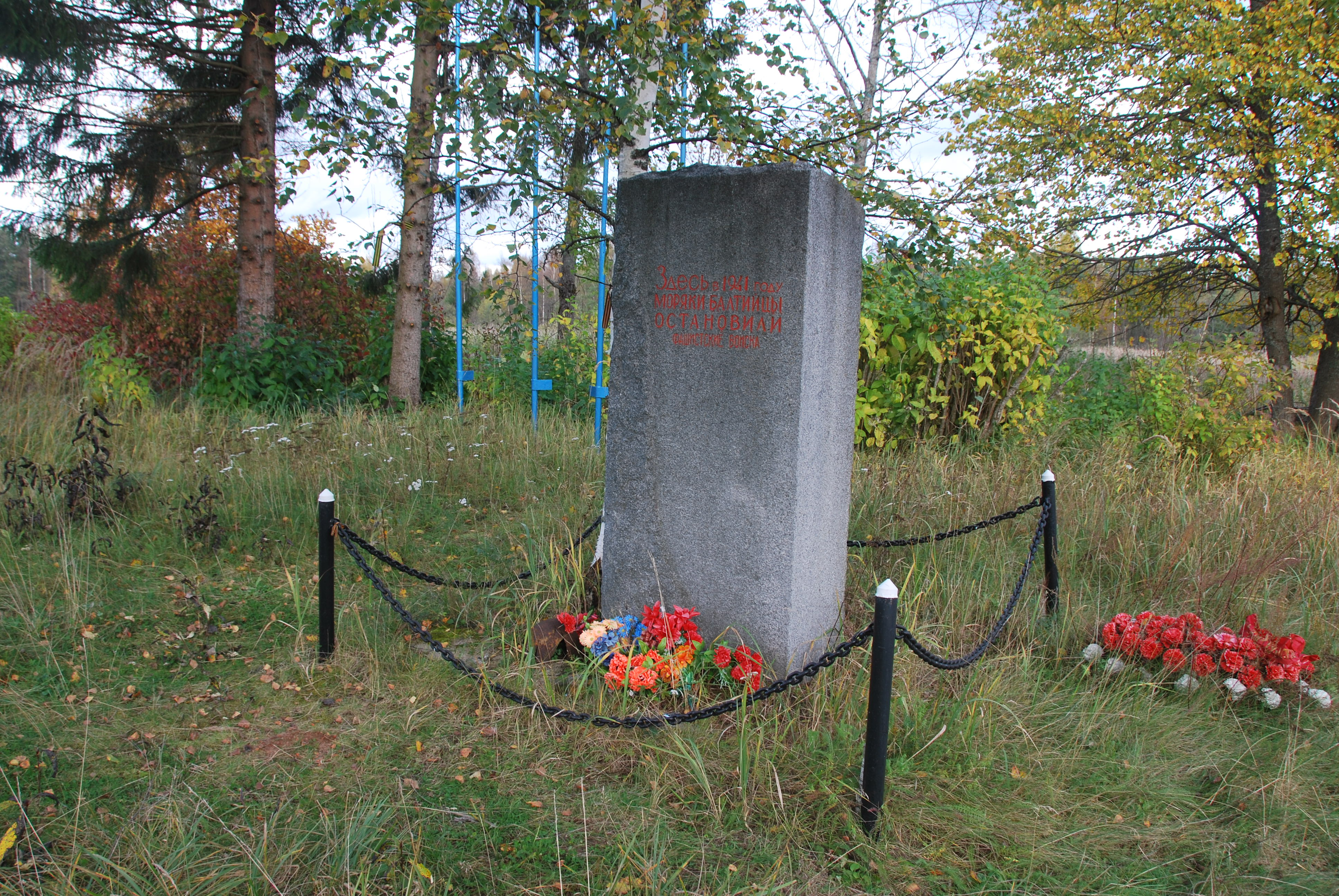
Дальний рубеж (мемориал)
Приморский (мемориальный комплекс)
«Якорь», мемориал
Январский гром (мемориал)

### Большое кольцо «Зелёного пояса Славы», памятники и мемориалы

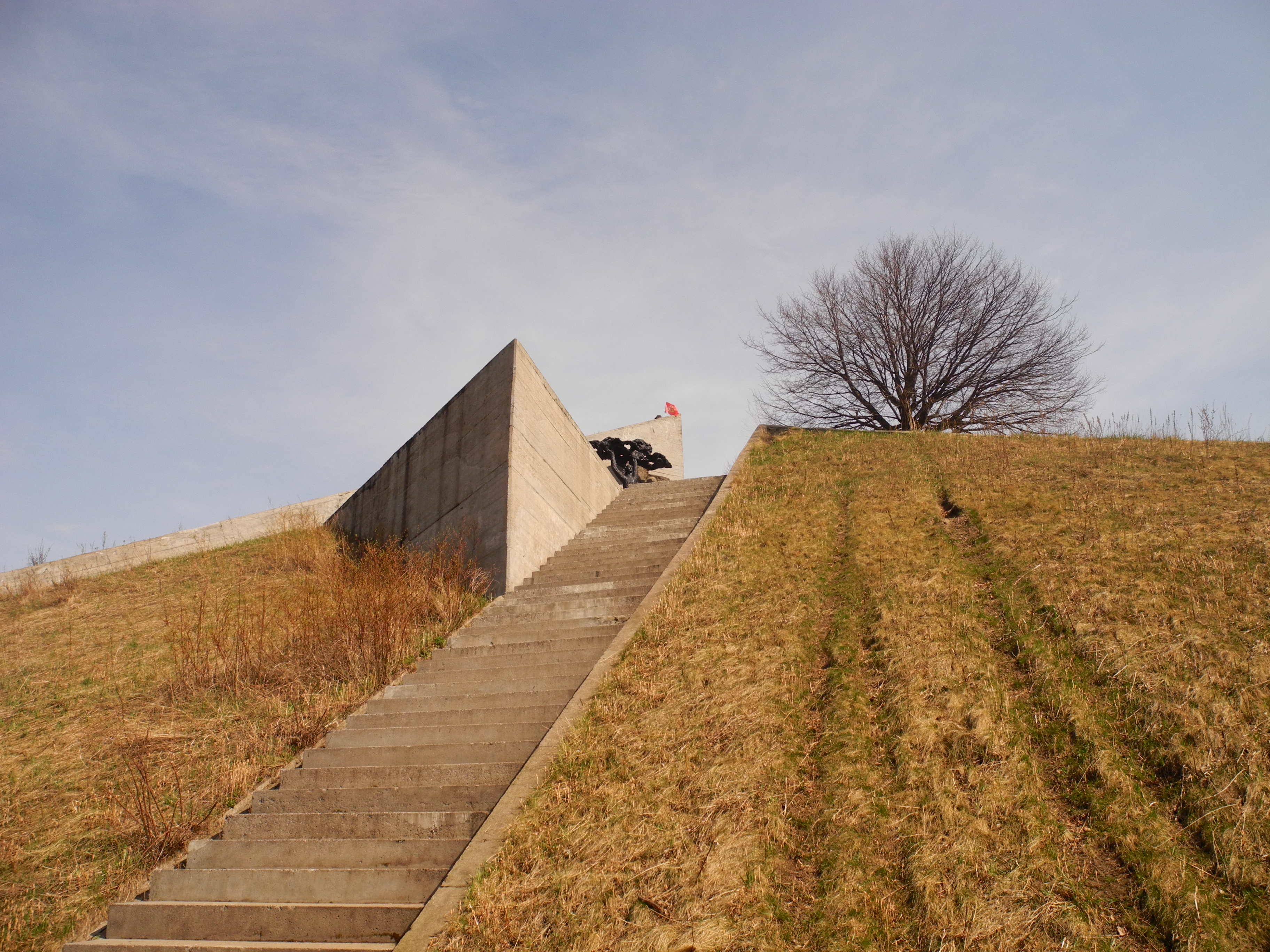
Безымянная высота (памятник)
Белый Остров (мемориал). Архивная фотография[33]
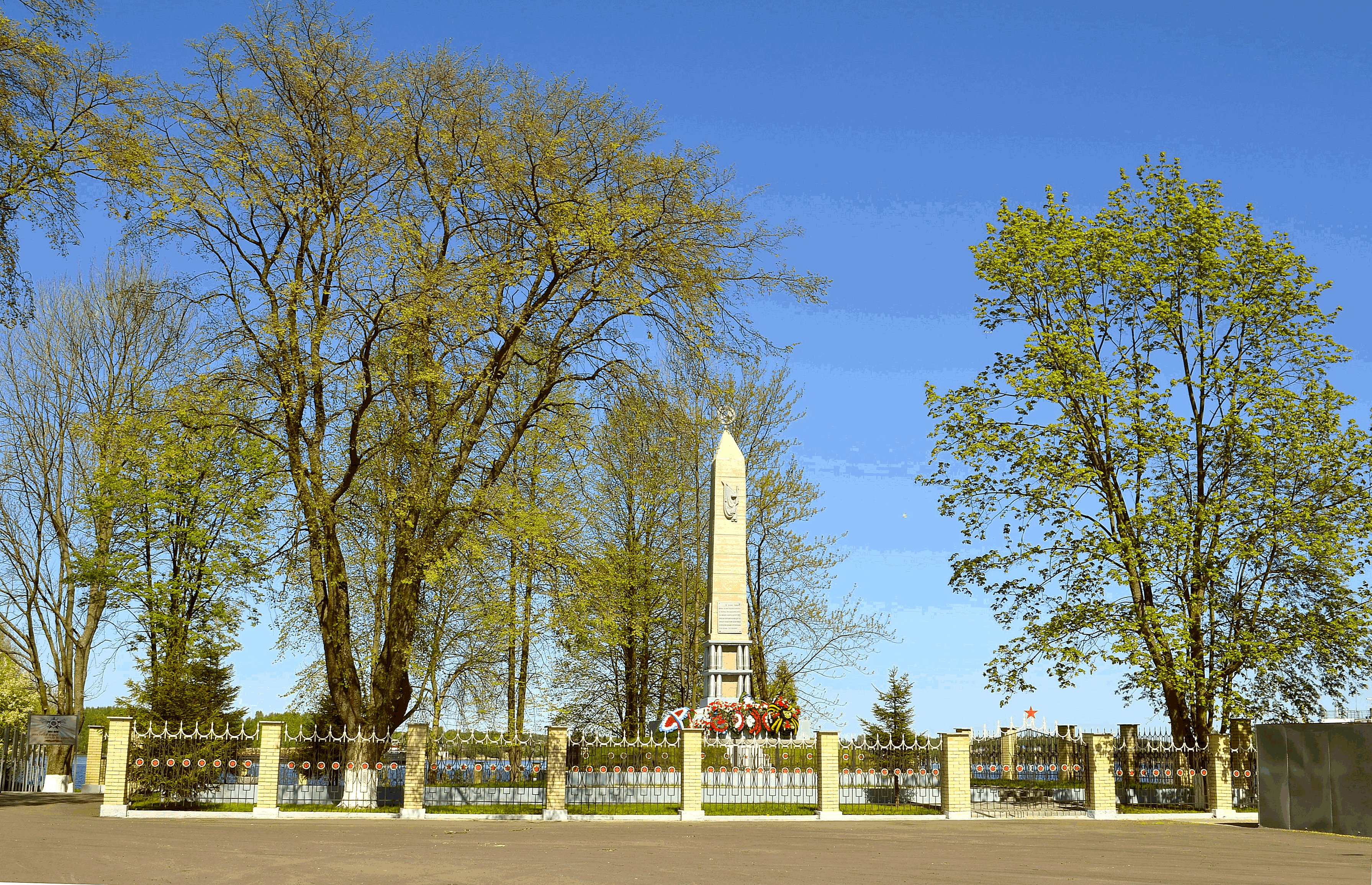
Ивановский пятачок
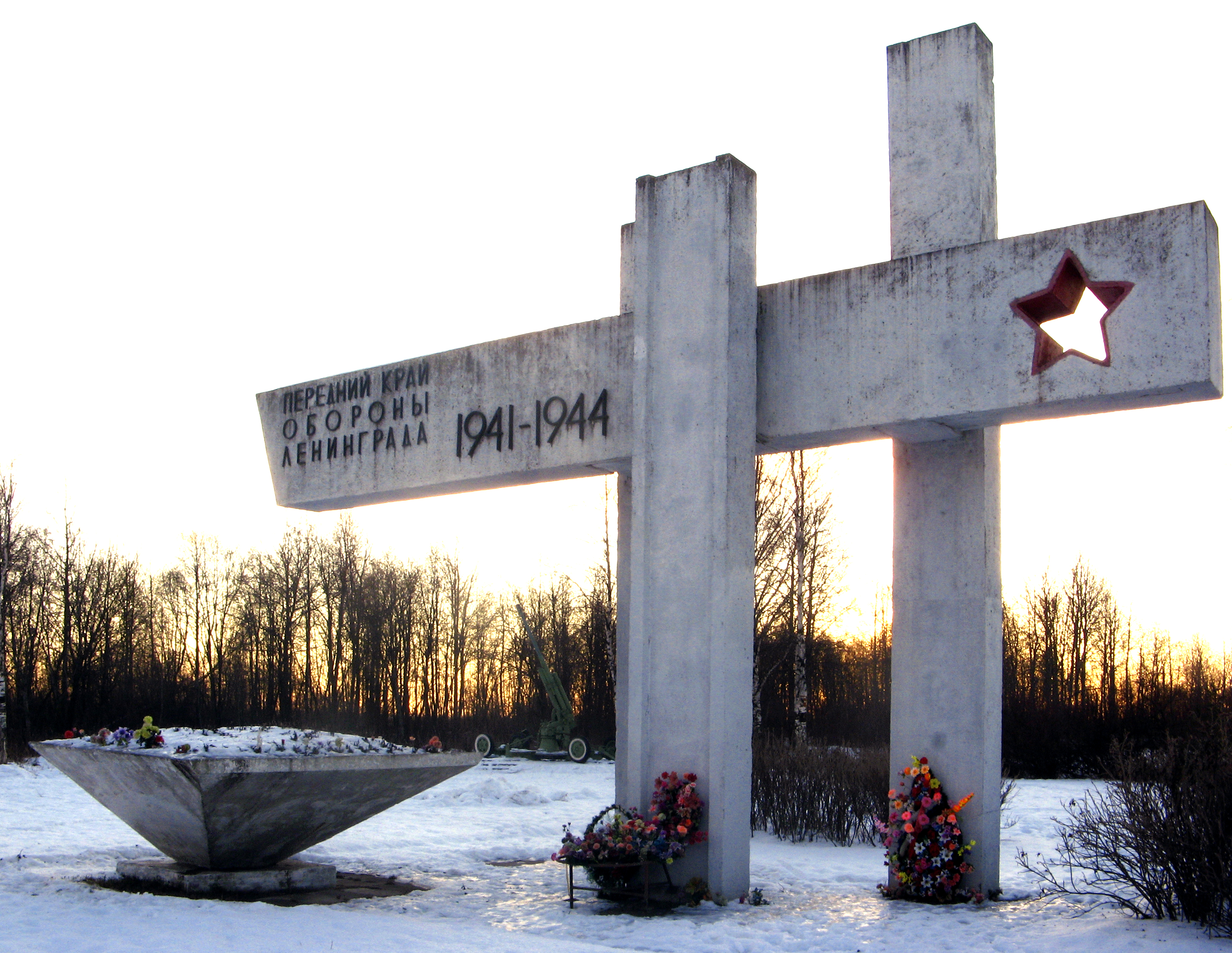
Ижорский таран (мемориал)
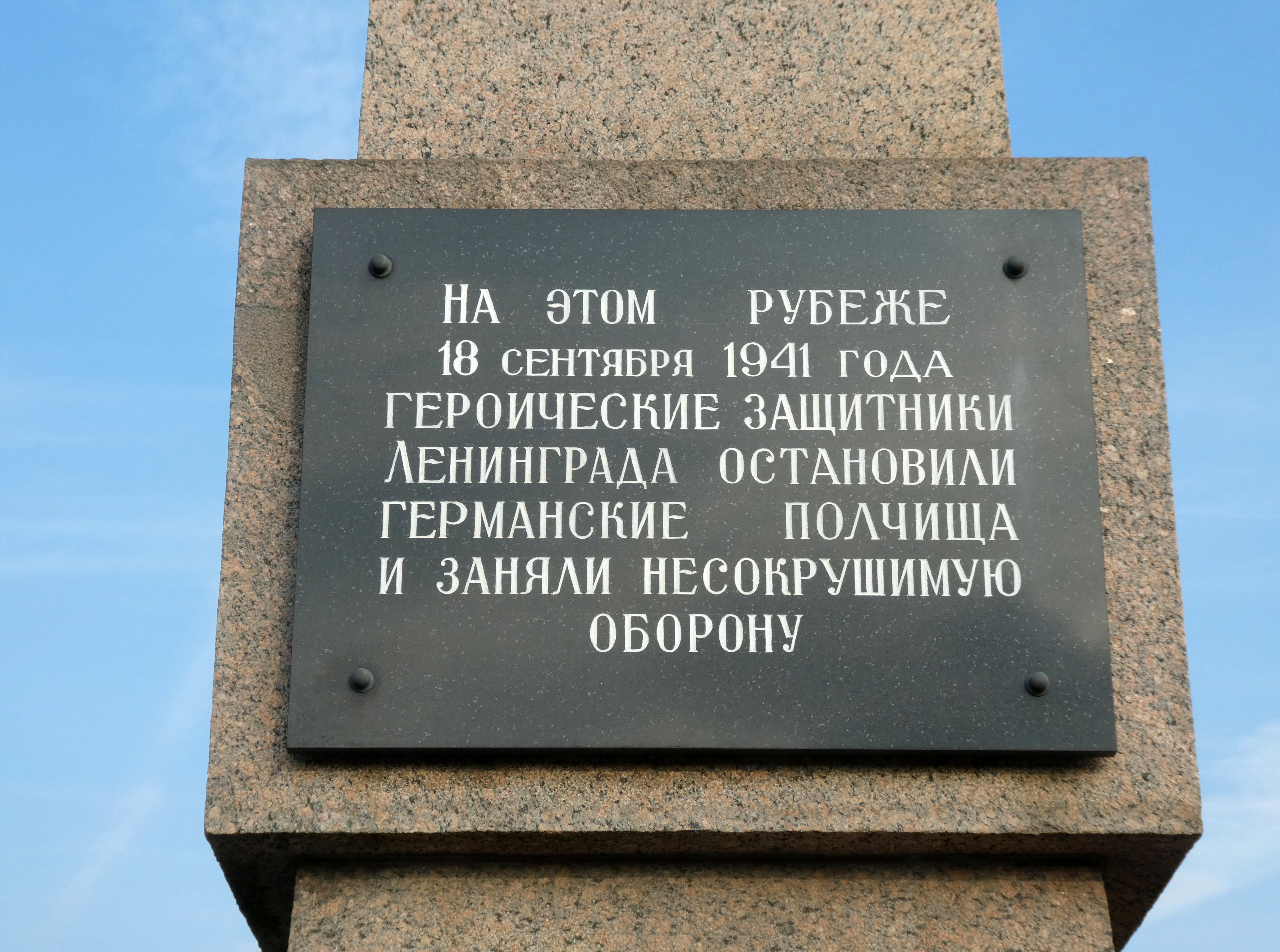
Кировский вал
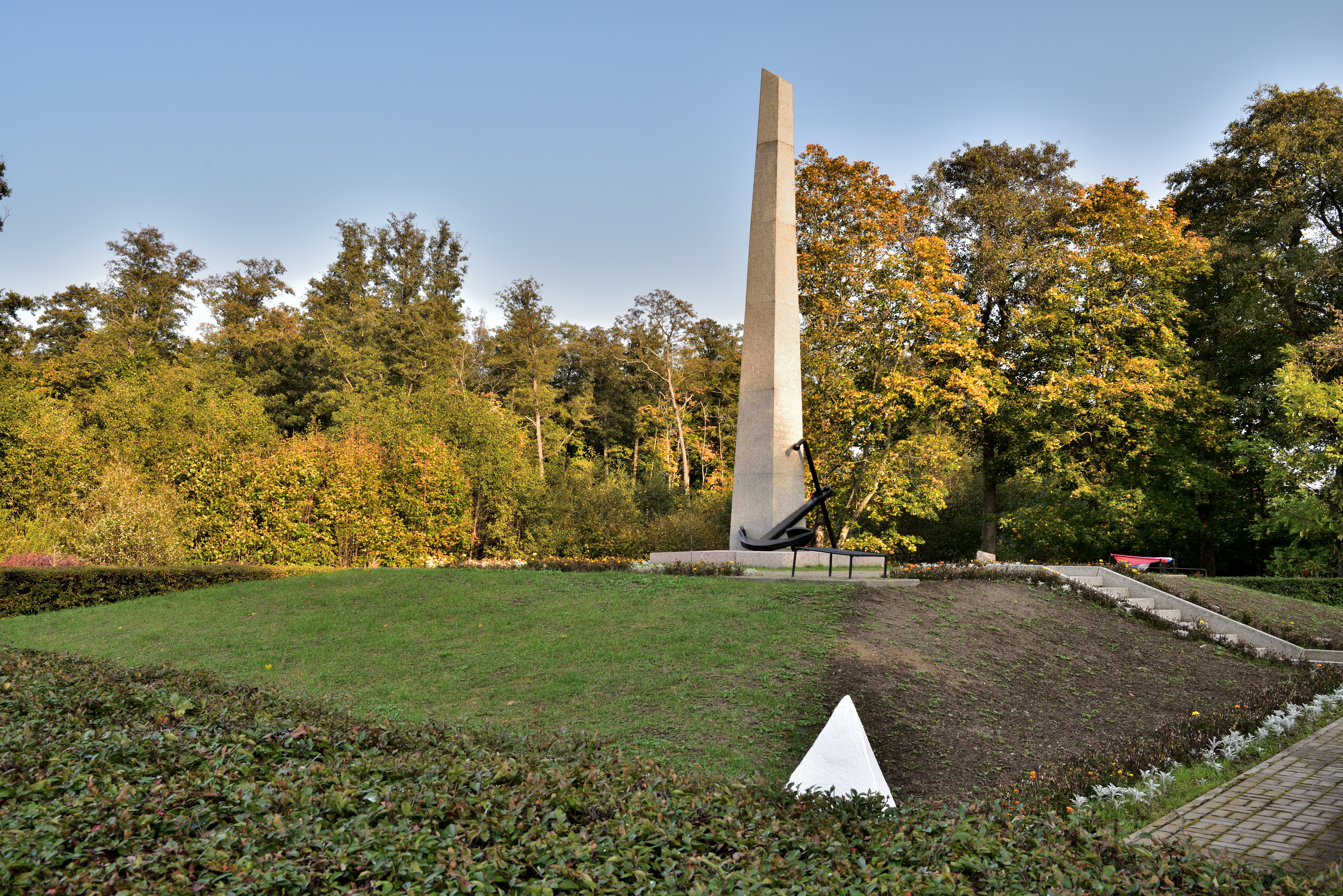
Кронштадтский (мемориал)
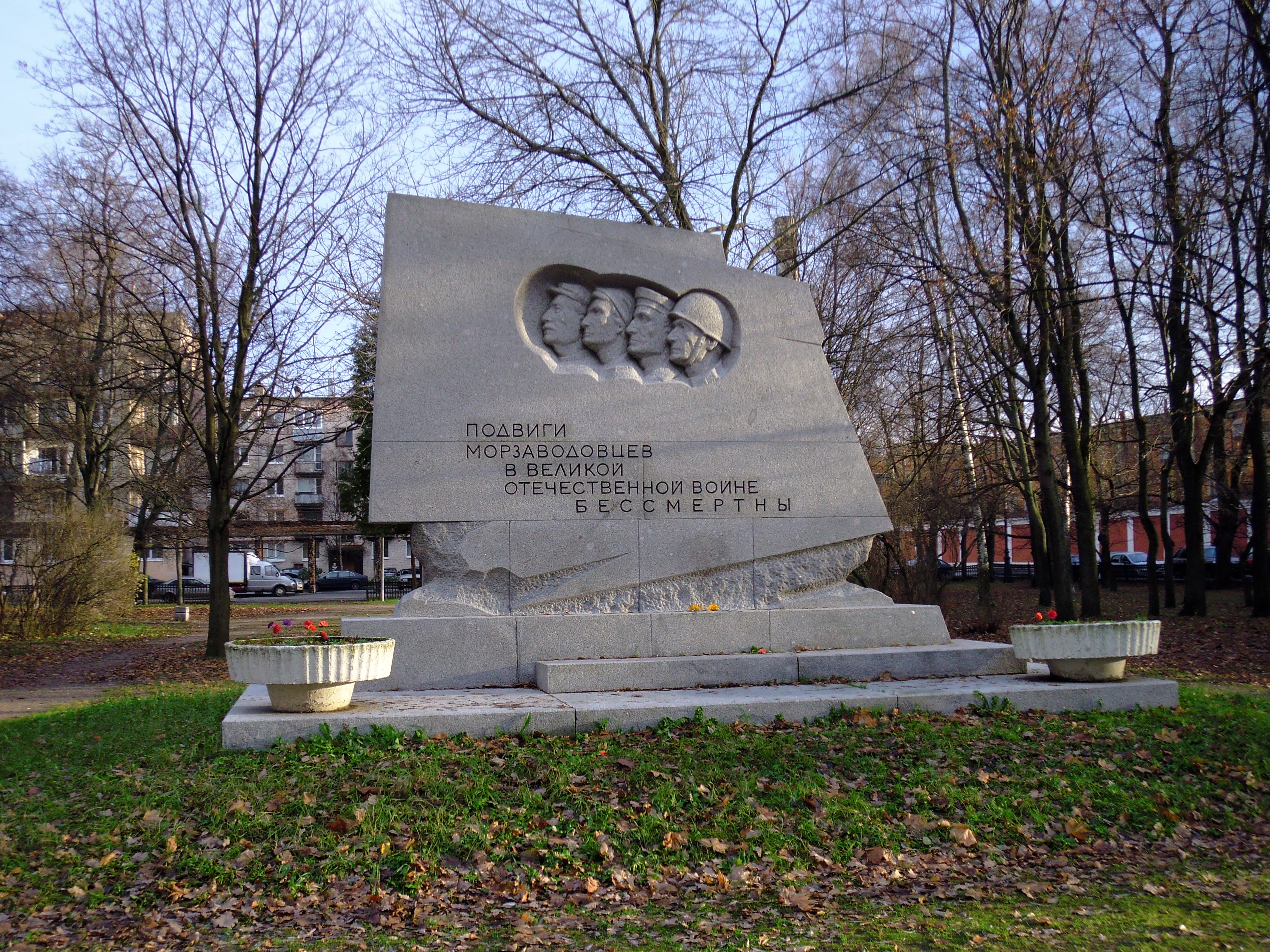
Памятник морзаводовцам. Входит в состав мемориала  «Кронштадтский»
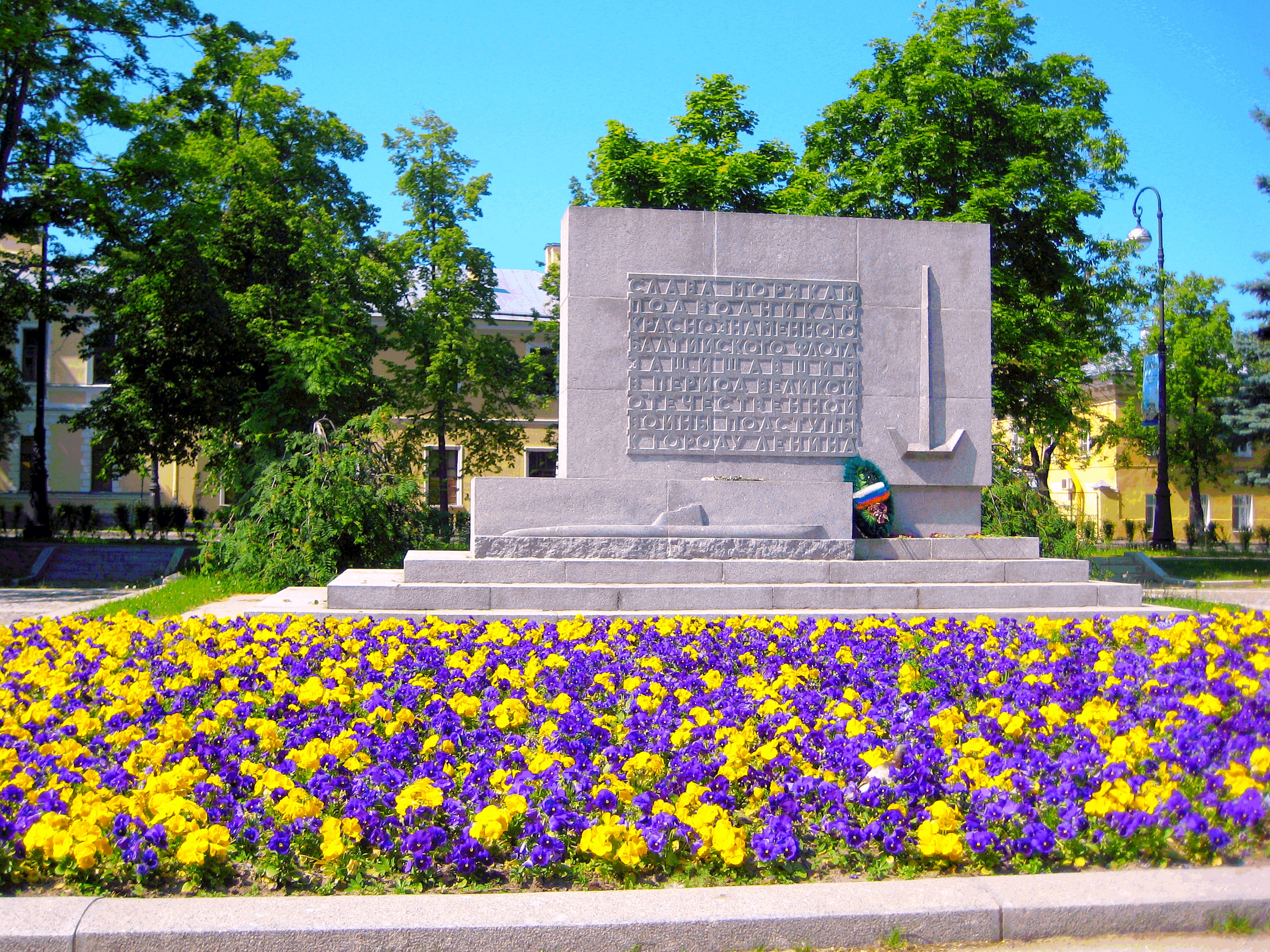
Памятник морякам-подводникам (Кронштадт). Входит в состав мемориала  «Кронштадтский»
Лемболовская твердыня (мемориальный комплекс)
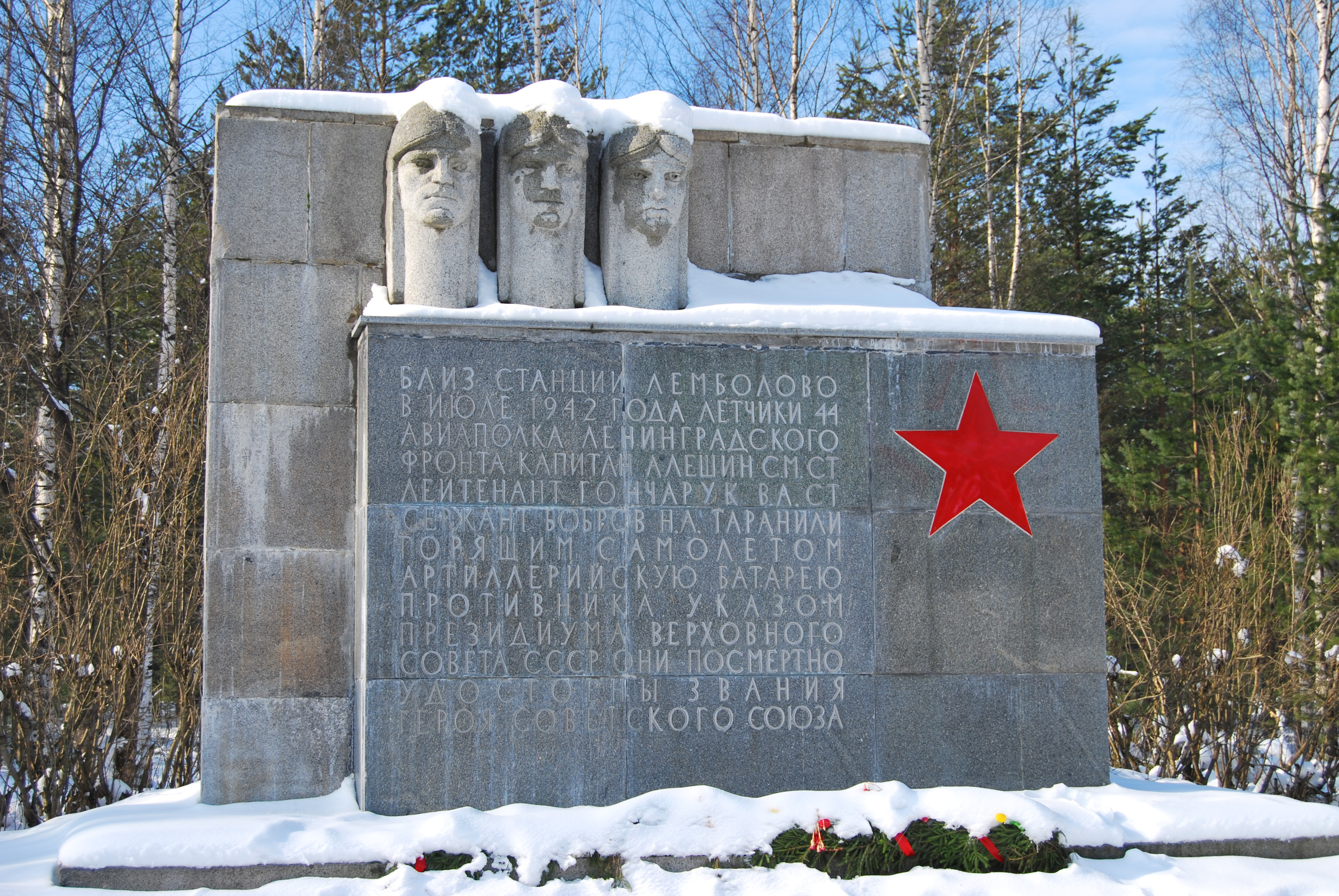
Стела, посвящённая подвигу лётчиков, повторивших в июле 1942 г. в районе  Лемболово  подвиг Николая Гастелло. Входит в состав Мемориала   Лемболовская твердыня
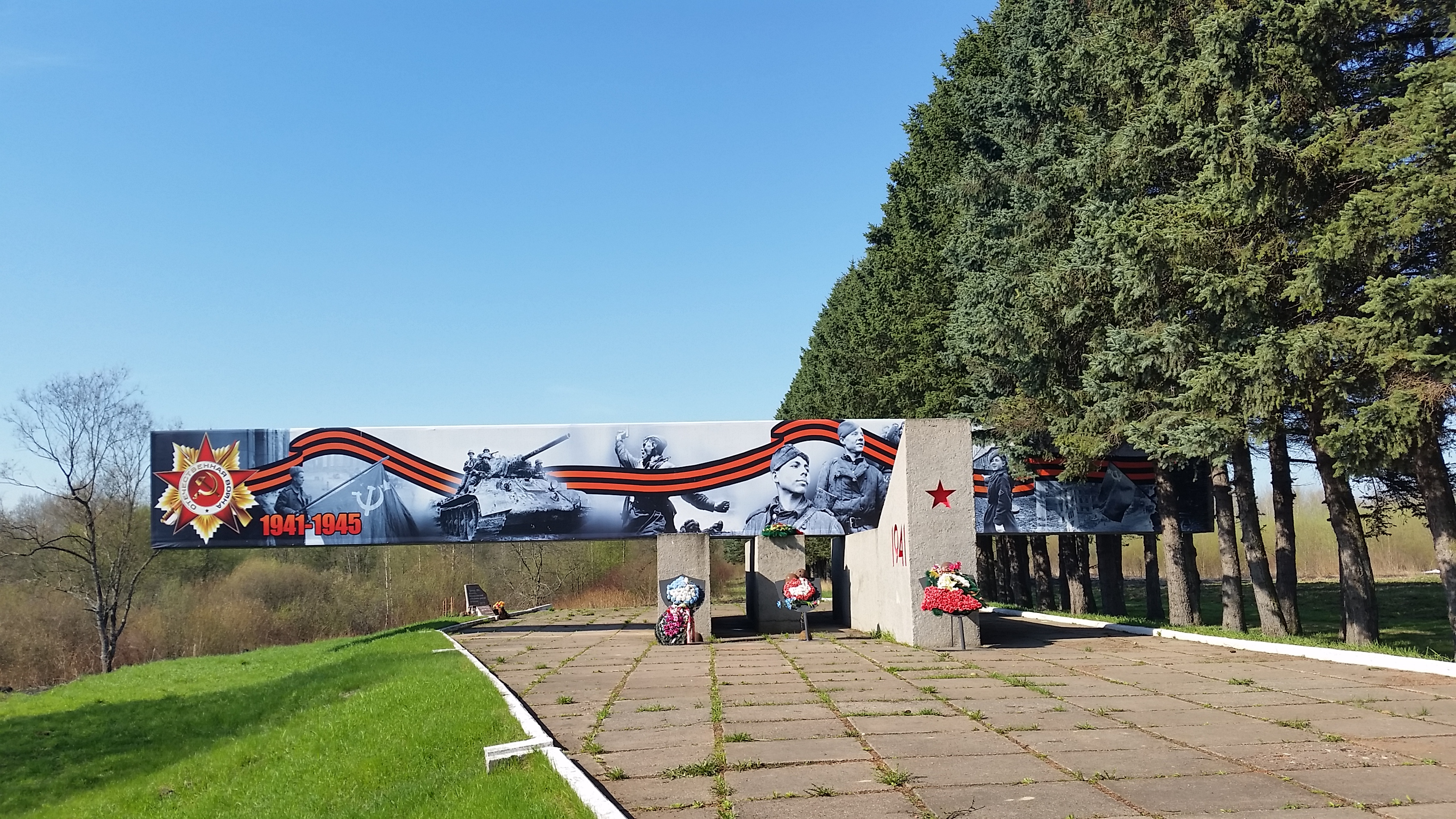
«Невский порог», мемориальный комплекс
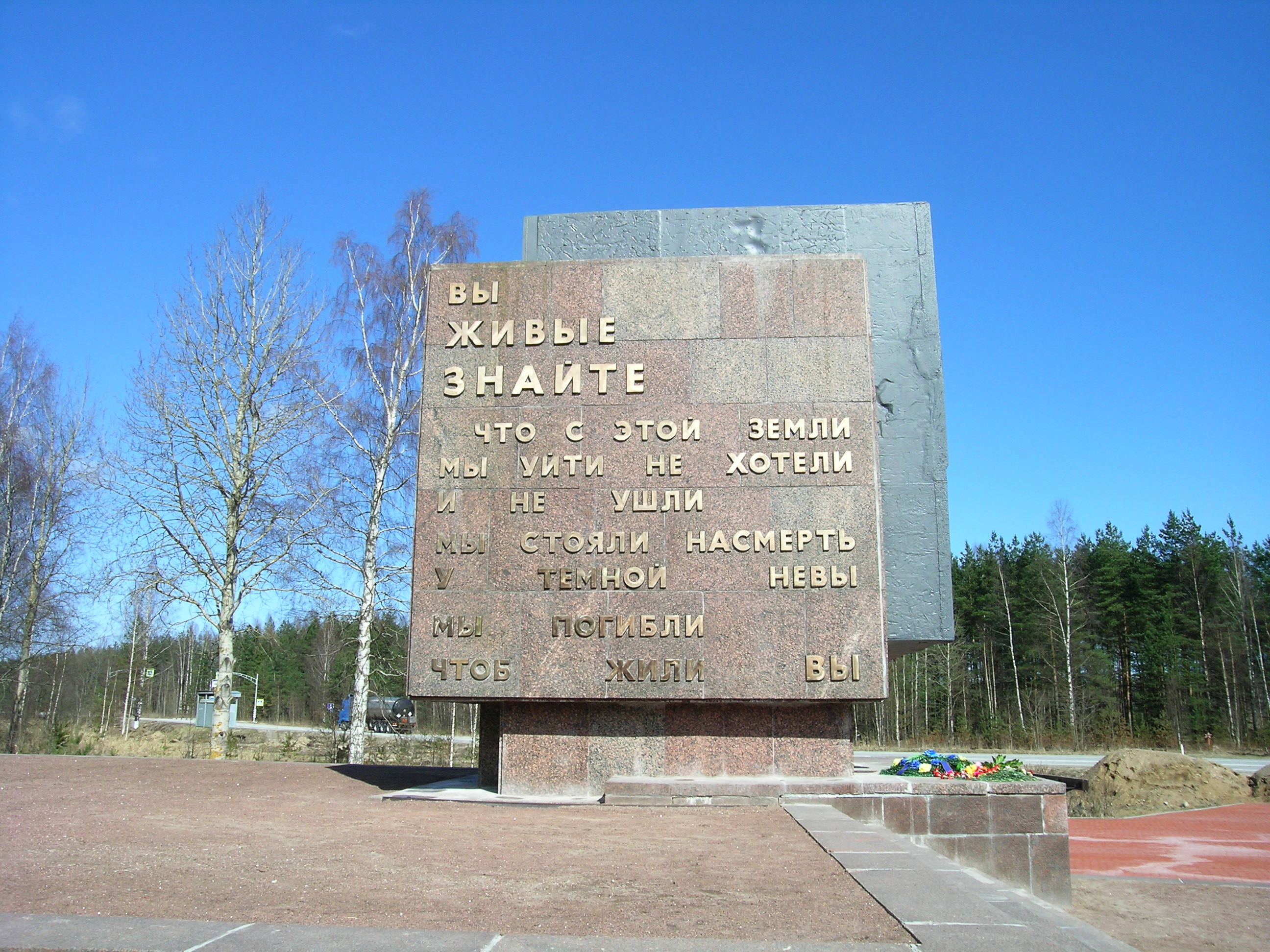
Мемориал Невский пятачок. Памятник «Рубежный камень»
Мемориал Непокорённые
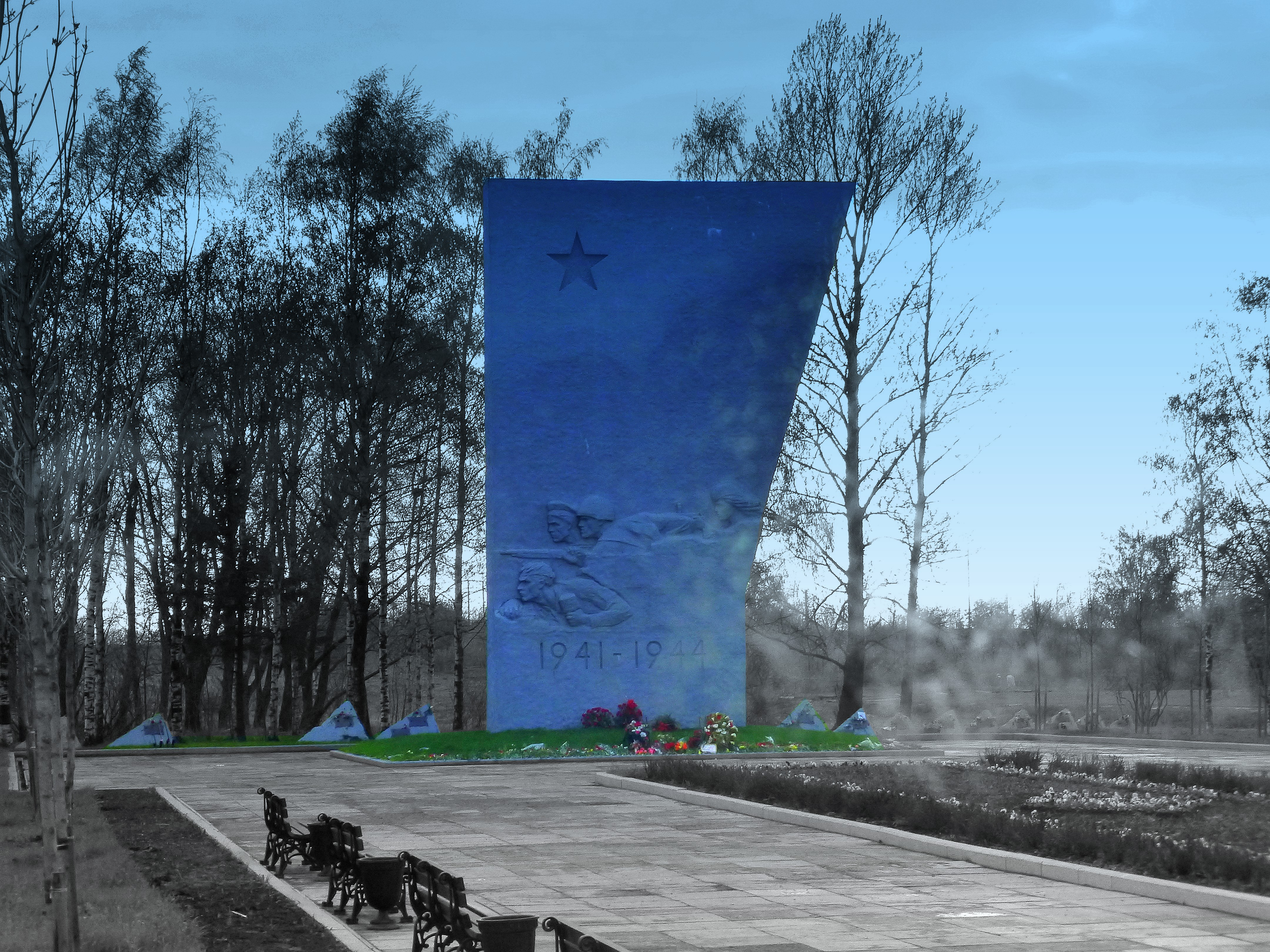
Ополченцы (мемориал)
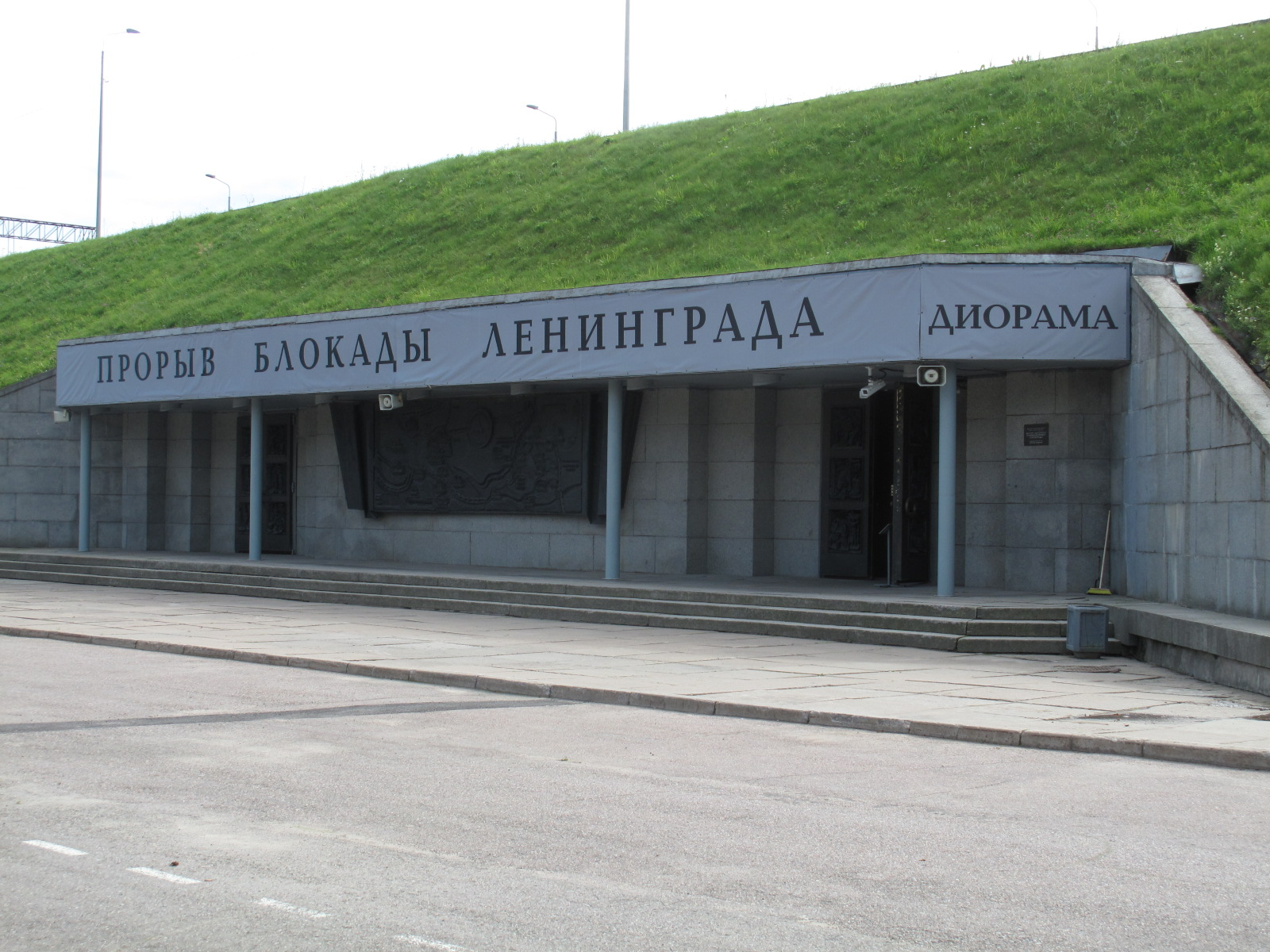
Прорыв (мемориал)
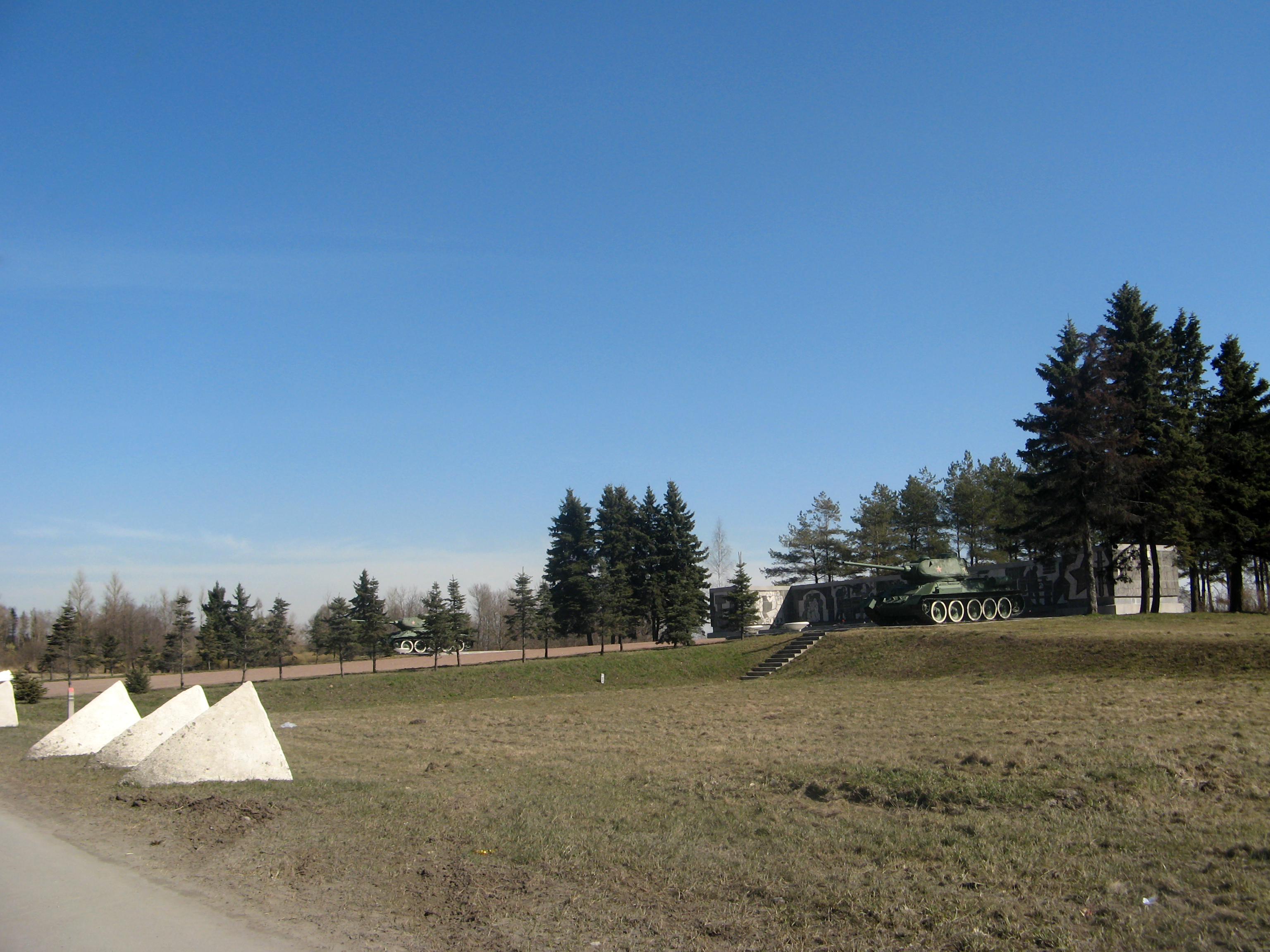
Пулковский рубеж (мемориал)
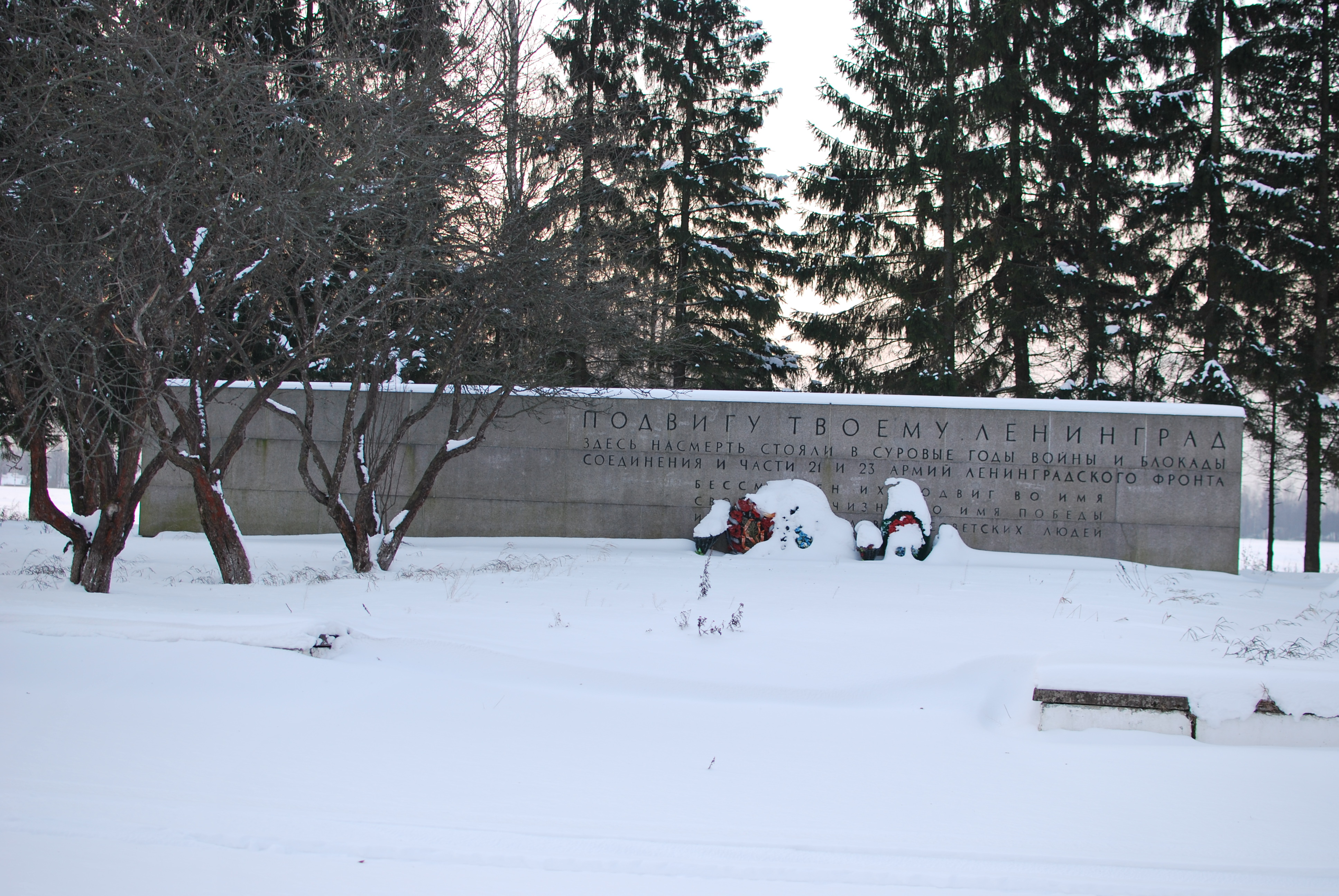
Сад мира
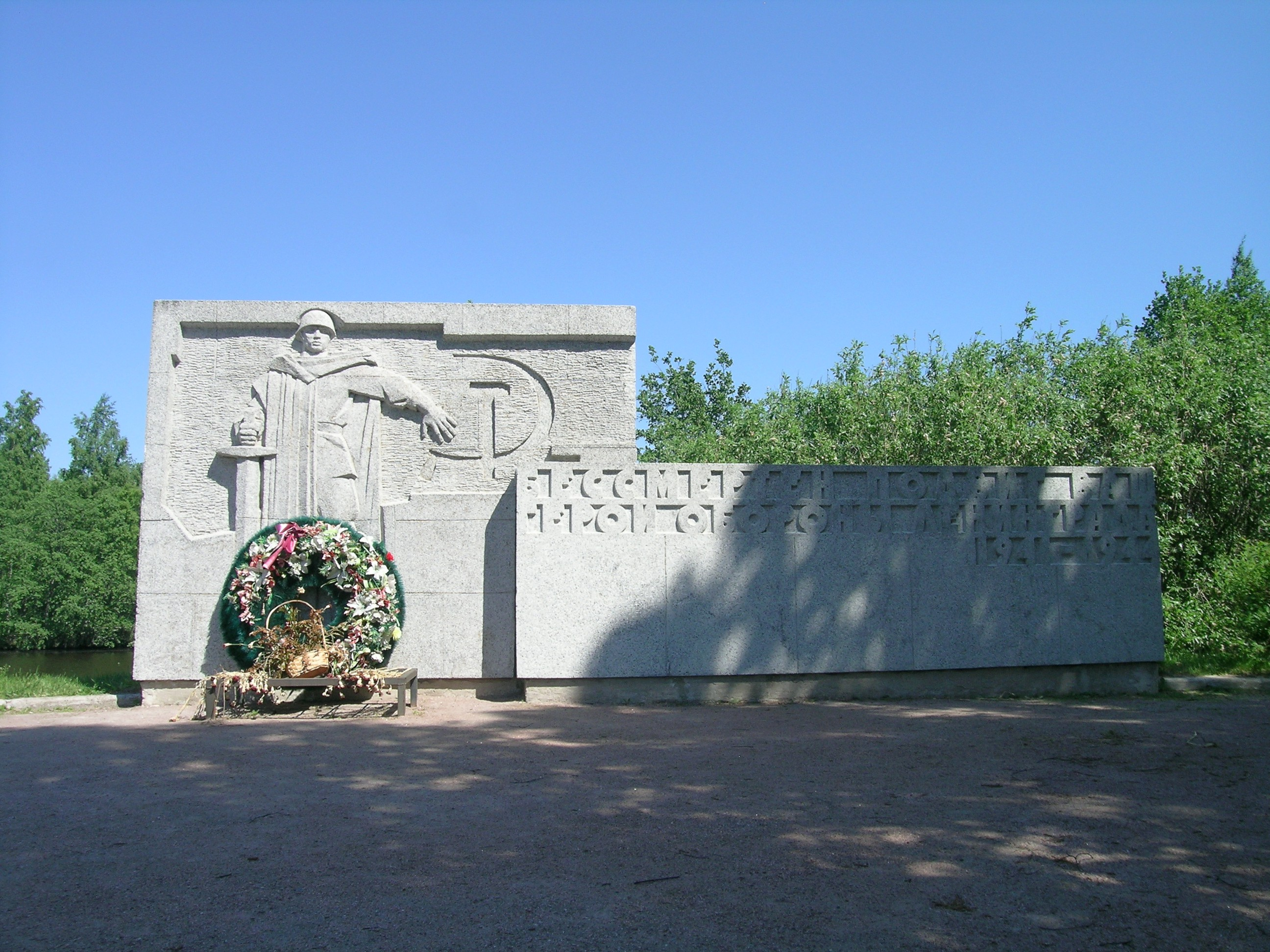
Сестра (мемориал)
Штурм (мемориал)

### Дорога Жизни, памятники и мемориалы

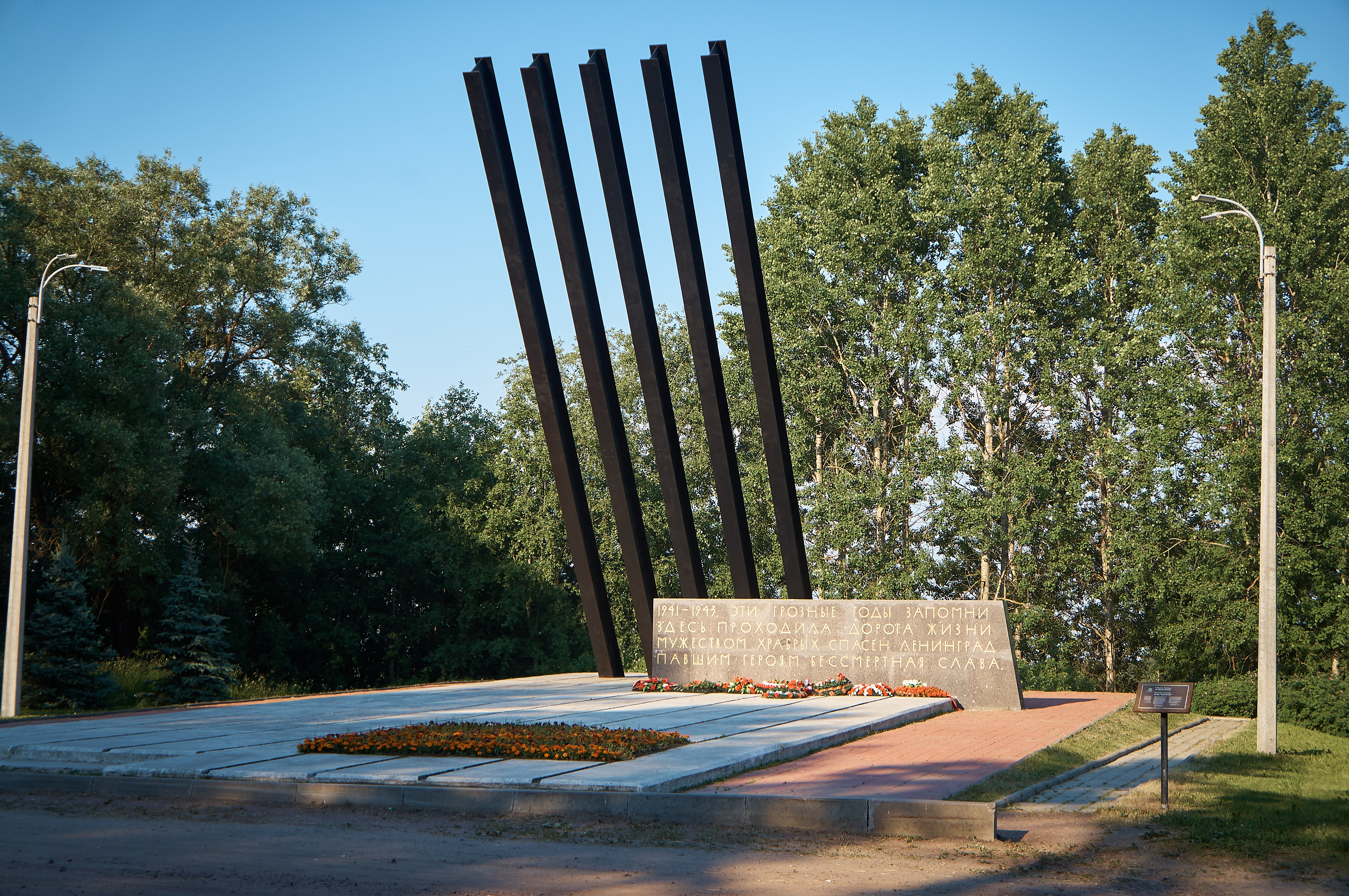
Катюша (монумент)
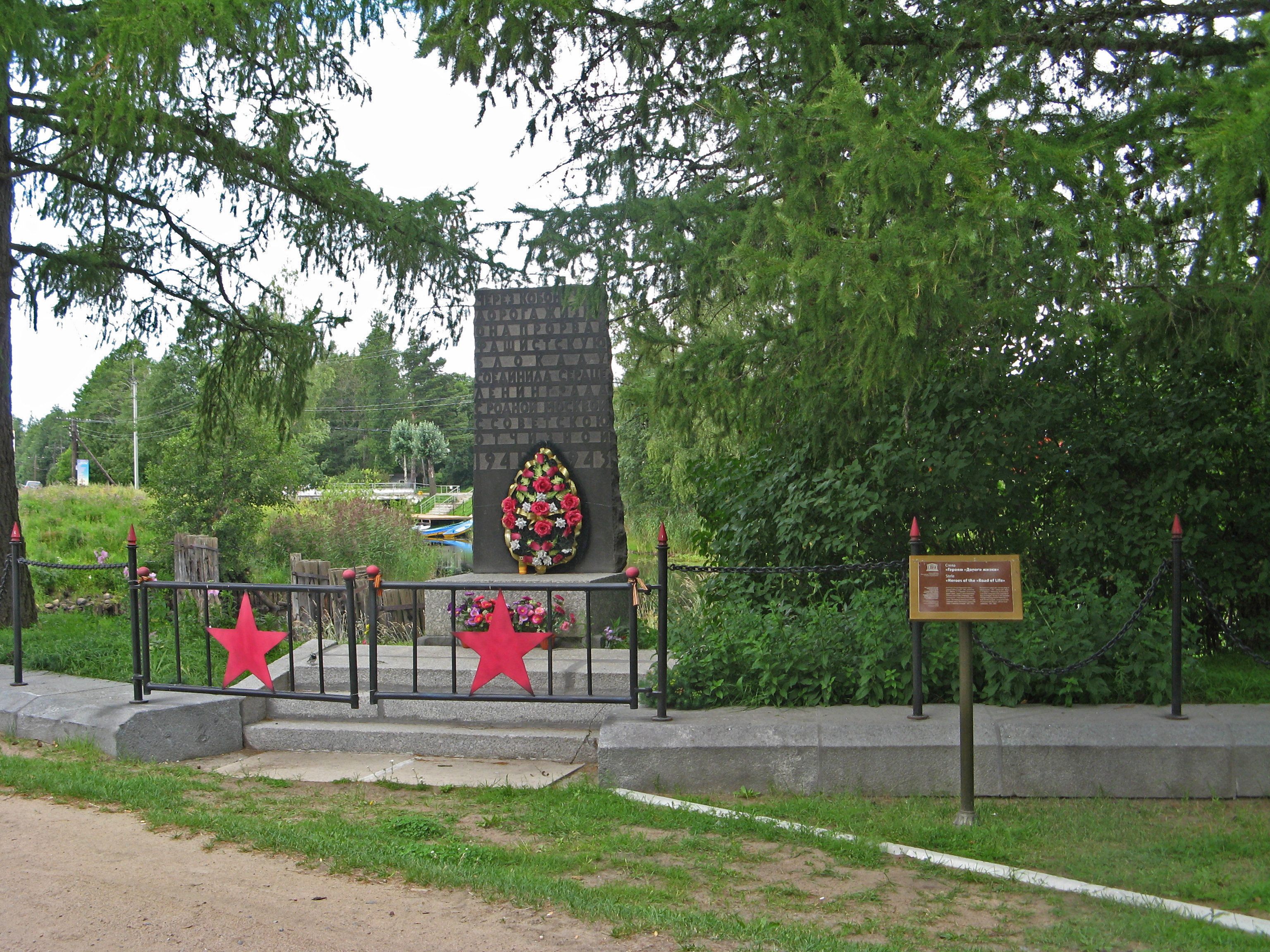
Памятник-стела на Дороге жизни (Кобона)
Памятный знак «Автомашина ЗИС-5» на Дороге жизни
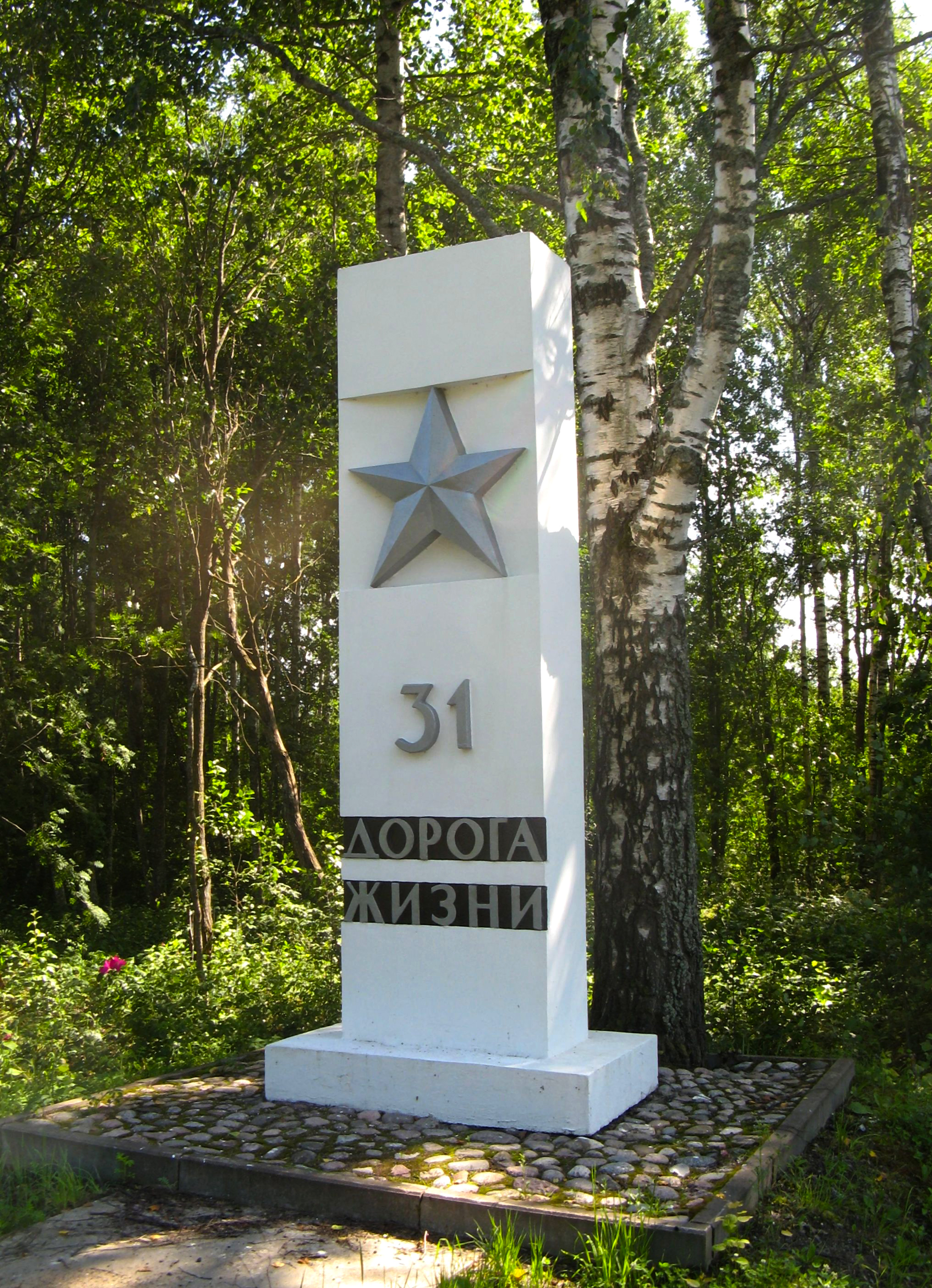
Памятные километровые столбы на «Дороге жизни»
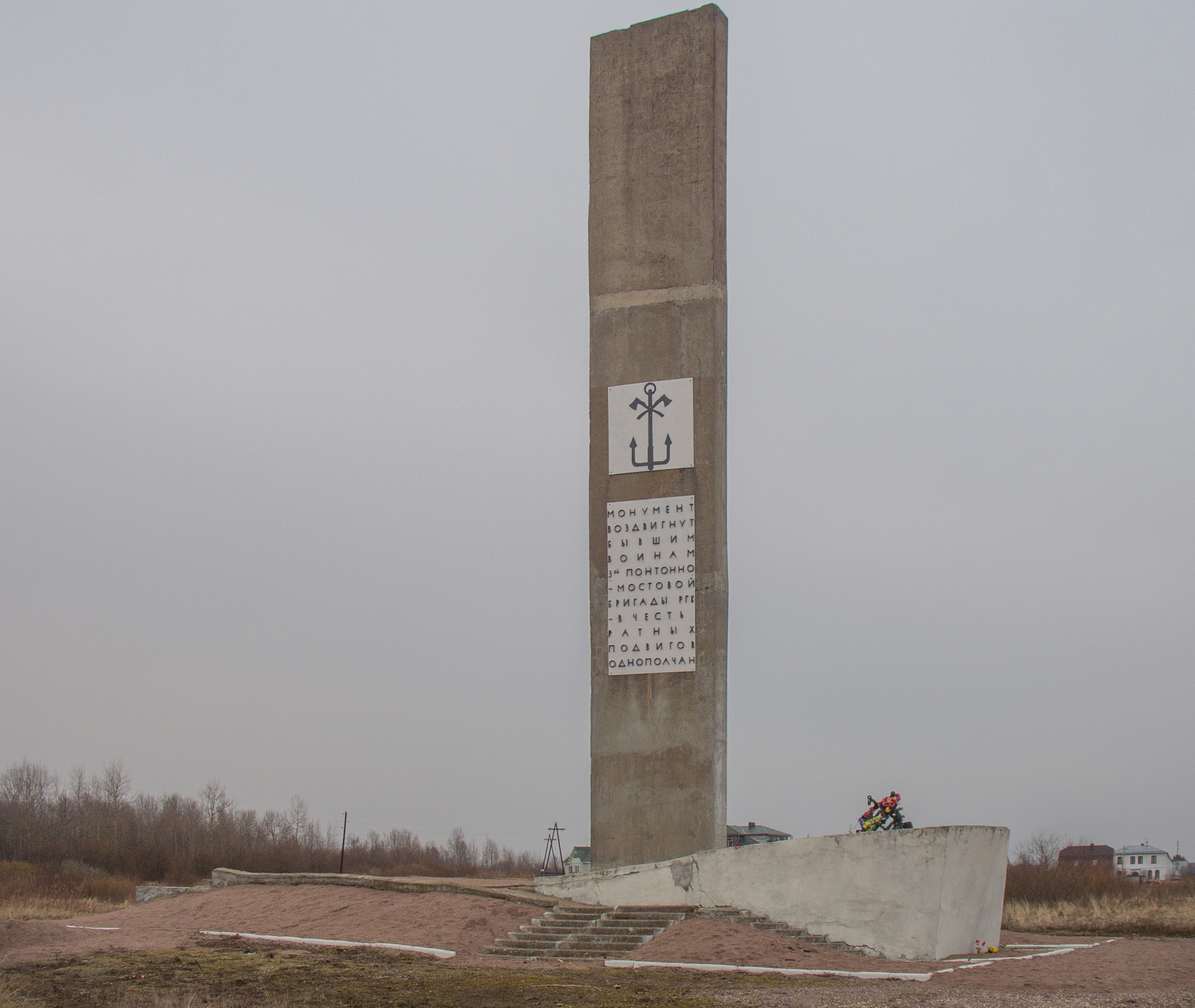
Переправа (мемориал)
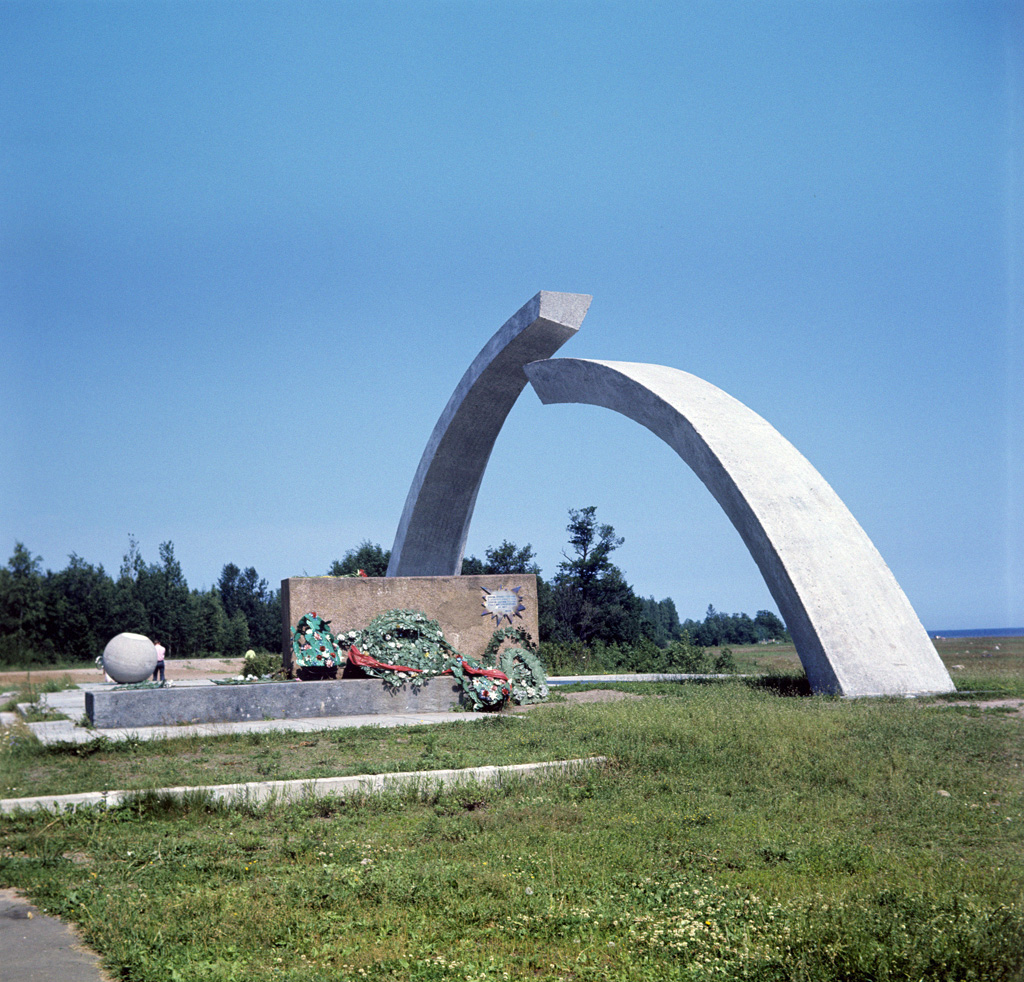
Разорванное кольцо
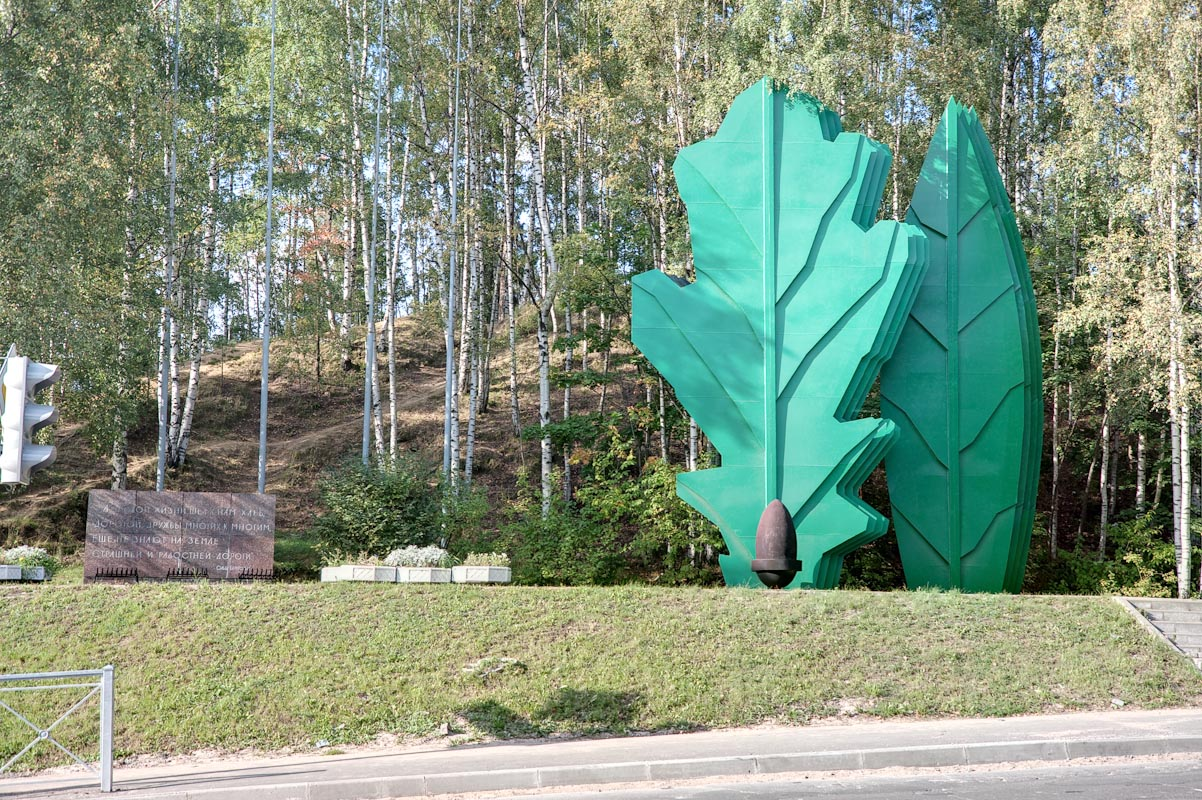
Румболовская гора
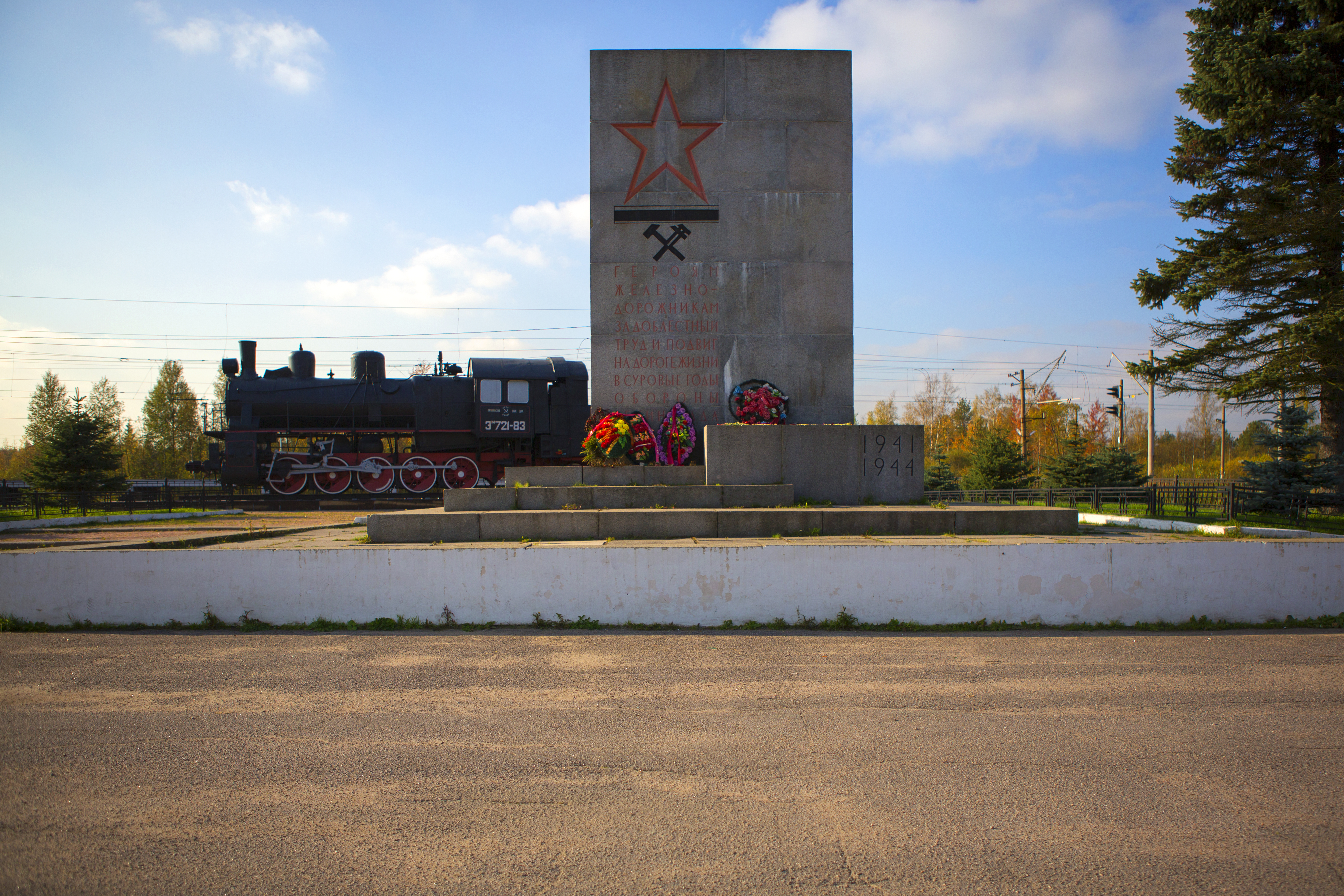
Стальной путь (памятник)
Цветок Жизни
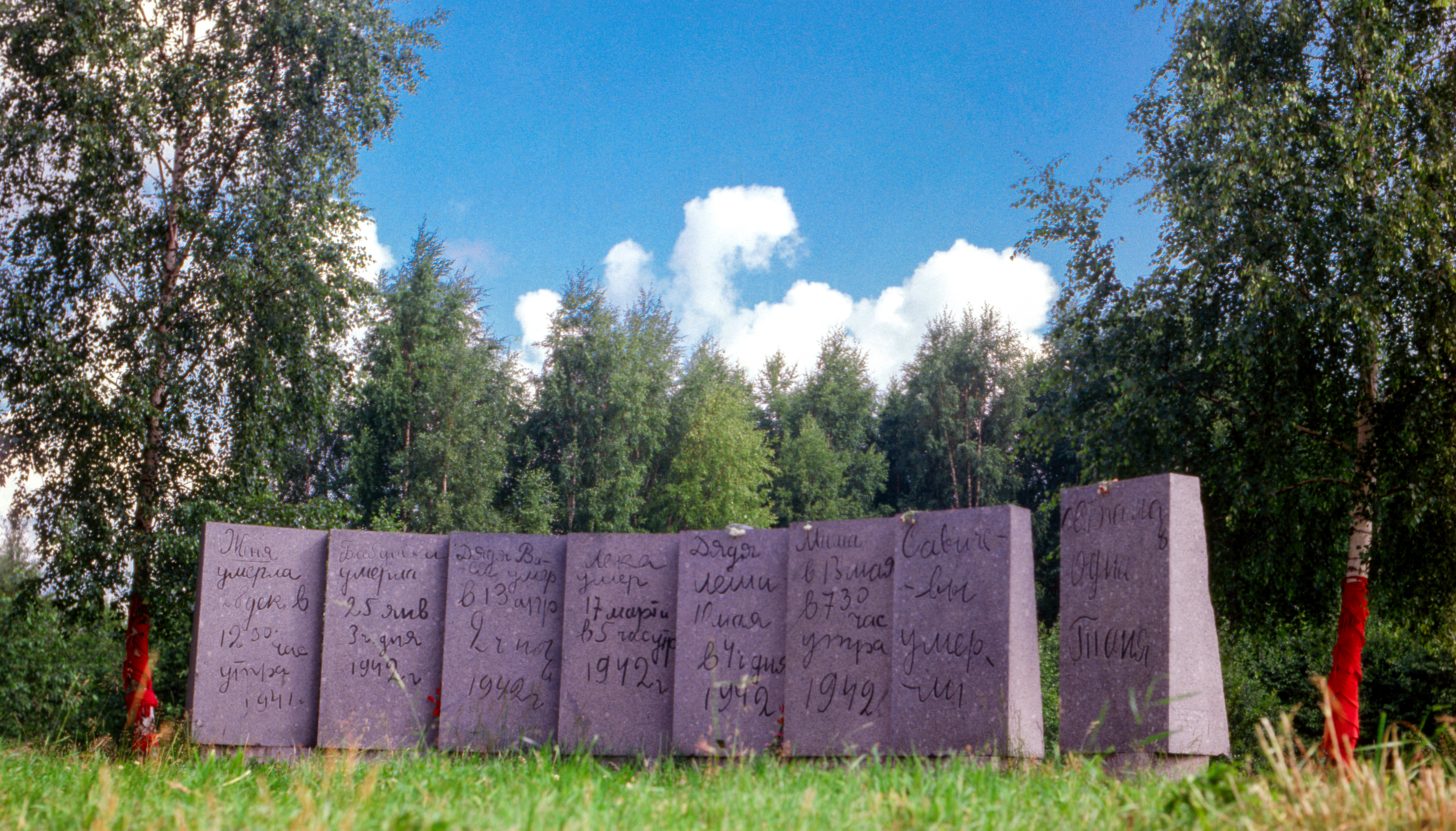
«Траурный курган Дневник Тани Савичевой». Входит в состав мемориала Цветок Жизни